# Никополь (город, Украина)
Ни́кополь (укр. Ні́кополь) — город в Днепропетровской области Украины. Административный центр Никопольского района. Расположен на берегах реки Днепр, в 63 км на юго-восток от Кривого Рога и в 48 км на юго-запад от Запорожья. Крупный промышленный центр юга Украины.
В феврале 1648 года на Никитинской Сечи (нынешний Парк Победы) был избран гетманом Войска Запорожского Богдан Хмельницкий. Отсюда же началось восстание Богдана Хмельницкого.
В 12 километрах западнее Никополя между сёлами Алексеевка и Капуловка находится могила легендарного запорожского кошевого атамана Ивана Сирко, который не проиграл ни одной битвы и запечатлён на картине И. Е. Репина «Запорожцы».
21 июня 1971 года в степях под Никополем, неподалёку от соседнего города Покров, на территории горнорудного комбината при раскопках скифского кургана Толстая могила, была обнаружена знаменитая Золотая Пектораль — самая драгоценная археологическая находка в истории Украины, одна из величайших находок мировой истории и археологии.
Расстояние по автодорогам до: Запорожья — 58 км, Кривого Рога — 90 км, Днепра — 110 км, Киева — 511 км.

## Топонимика
Существуют утверждения, что Никополь получил своё название от имени Никита, которое означает в переводе с греческого языка «победитель» и этимологически связано с именами Николай, Никодим, Никифор, Никео. Греческое имя Никита, которое было названием Запорожского поселения, было преобразовано в 1780 году в название будущей крепости Никополь — Никитин город, город победителя. В буквальном же переводе с греческого языка название Никополь означает «город победы».

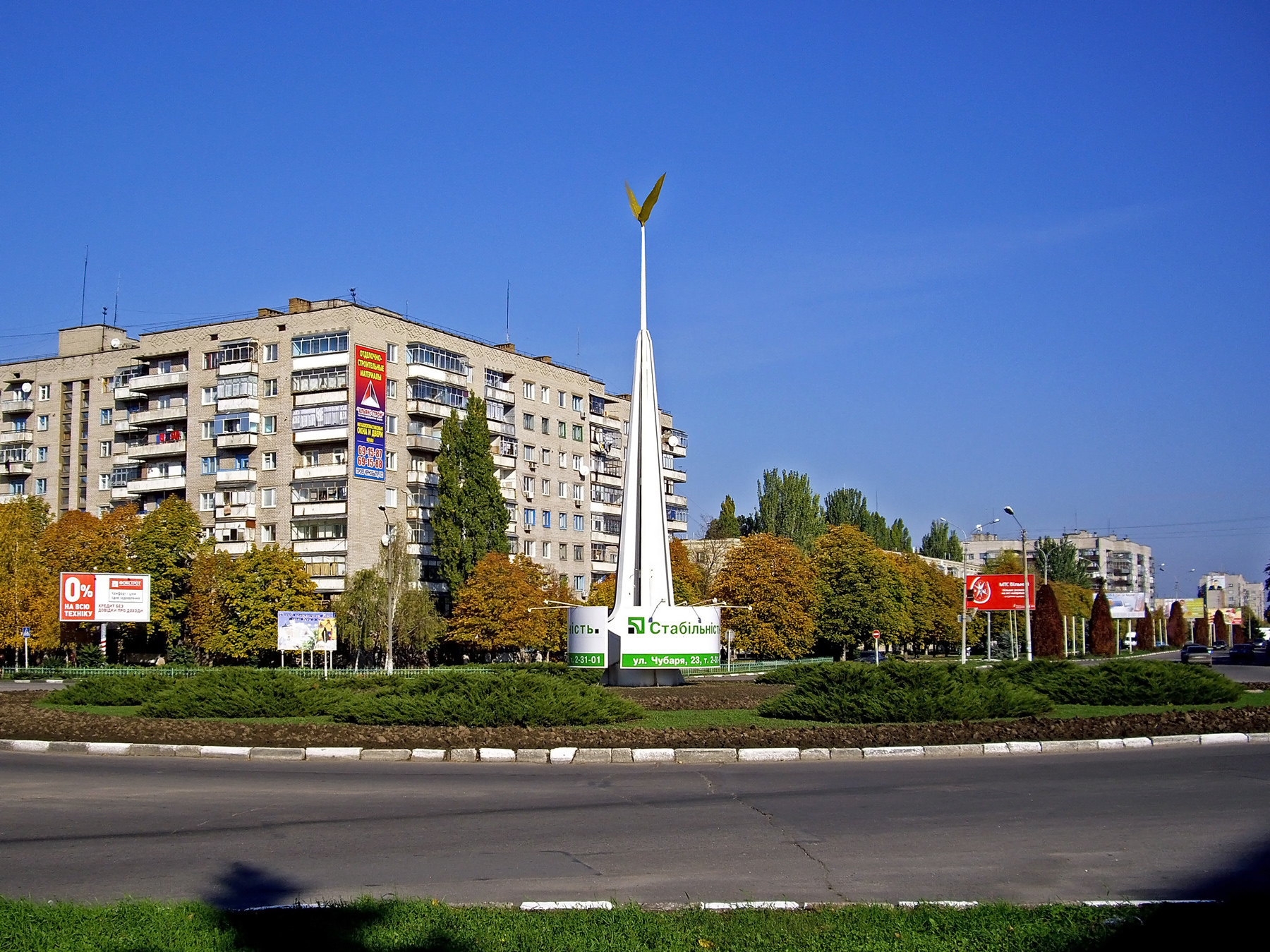
«Ника». Стела около здания городской администрации в честь древнегреческой крылатой богини победы Ники

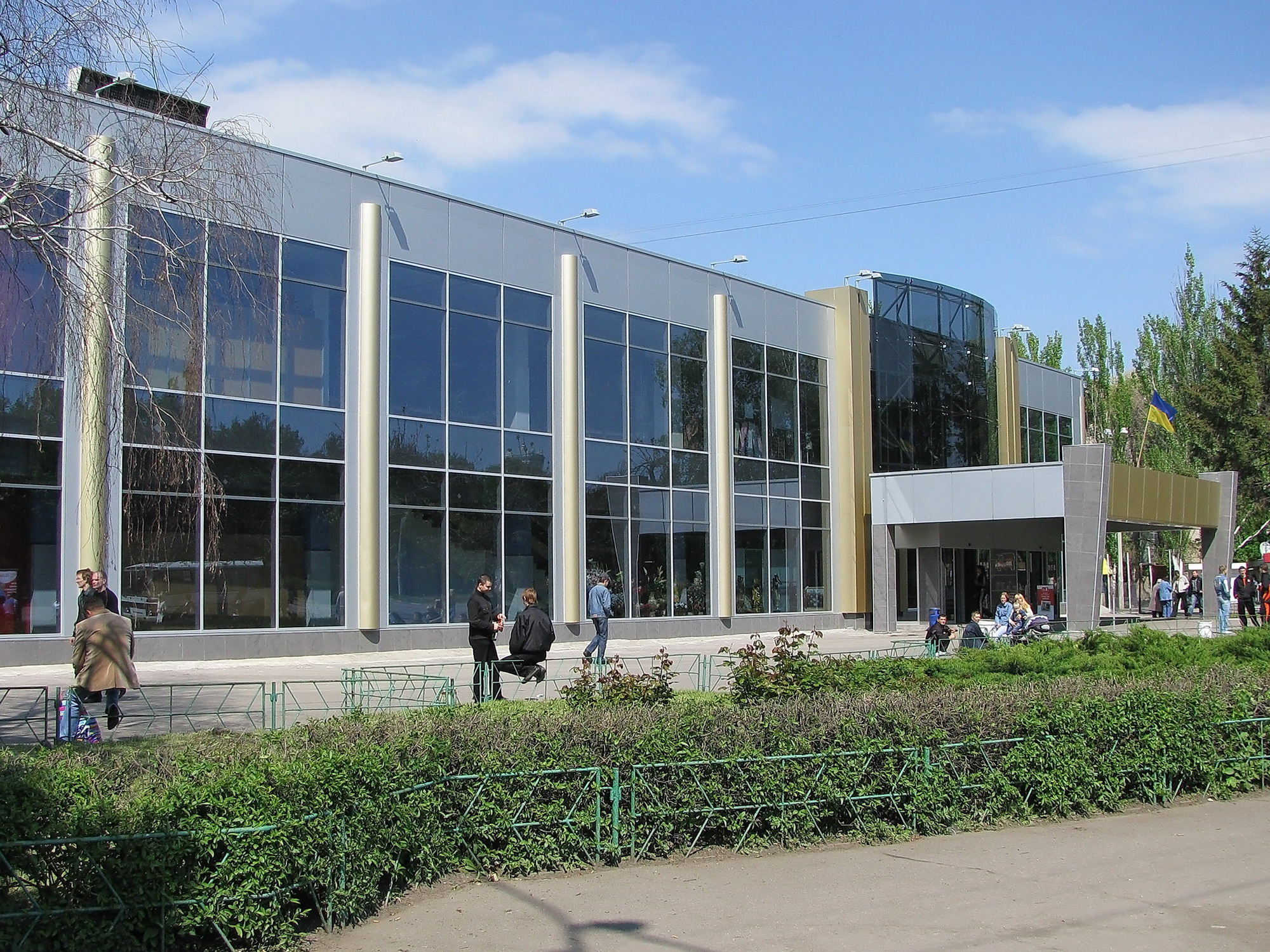
Центральный универмаг города

## Физико-географическая характеристика

### Географическое положение
Никополь расположен в южной части Украины на юге Днепропетровской области на правом берегу реки Днепр. Город расположен в степной зоне, в пределах северной и среднестепной ландшафтной подзон. Физическое расстояние от Никополя до областного центра (г. Днепр) составляет 99 км, по шоссе — 108 км, прямого железнодорожного сообщения нет (ближайший путь — 195 км через город Запорожье).
Территория города составляет 5926 га (59,26 км²), в том числе 2030 га под жилой застройкой и 1349 га под промышленными объектами. В административных границах города проходит электрифицированная железнодорожная магистраль Кривой Рог — Запорожье, а также автомобильная дорога национального значения Кропивницкий — Кривой Рог — Запорожье.
Южная часть города омывается водами Каховского водохранилища. Протяжённость речной границы — 23 км.
Никополь находится в часовом поясе, обозначаемом по международному стандарту как Eastern European Time (Восточноевропейское время), EET (UTC+2).

### Геологическое строение
Территория города расположена на стыке двух крупных геоструктурных элементов: Украинского кристаллического массива и Причерноморской впадины и находится в пределах Приднепровского блока на южном склоне Украинского щита. В соответствии с картой сейсмического районирования, территория города находится в пятибалльной сейсмической зоне. Высота над уровнем моря в разных частях города колеблется от 13 метров в районе городского пляжа до 78 метров в центральном парке Победы. Высота центральной части города в районе городской администрации — 70 метров.

### Климат
В силу своего географического положения Никополь находится под воздействием воздушных масс, приходящих из Атлантики, Арктического бассейна или сформировавшихся над обширными континентальными территориями Евразии. Для него характерен умеренно континентальный климат с засушливым летом и малоснежной зимой. В отношении агроклиматического районирования город расположен в пределах южного засушливого очень тёплого агроклиматического района.
Среднегодовая температура воздуха составляет +9,3 °C, наиболее низкая она в январе (в среднем −4,1 °C), наиболее высокая — в июле (+22,0 °C). Абсолютный минимум температуры воздуха (−38 °C) был зафиксирован в 1940 году, абсолютный максимум (+40,1 °C) — 10 августа 1930 года. Норма атмосферных осадков, принятая для города, составляет 465 мм. Наибольшее среднее количество осадков, выпадающих в Никополе, в июне (48 мм), наименьшее — в сентябре (28 мм). Ежегодно в Никополе образуется снежный покров, однако его высота незначительна.
Относительная влажность воздуха в среднем составляет 73 %, наименьшая она в августе (62 %), наибольшая — в декабре (87 %). Наименьшая облачность наблюдается в августе (3,8 балла), наибольшая — в декабре (8,1 балла) по десятибалльной шкале облачности. Наибольшую повторяемость в Никополе имеет северо-восточный ветер (17,2 %), наименьшую — юго-западный (10,4 %). Наибольшая средняя скорость ветра в феврале (3,6 м/с), наименьшая — летом (2,0 м/с). Штиль наблюдается в среднем 52 дня в году, чаще всего летними ночами. В среднем за год образование туманов отмечено для 45—50 дней.
Существенное влияние на климат города оказывает антропогенный фактор. После создания Каховского водохранилища значительно изменилось распределение атмосферных осадков в зоне влияния водоёма. Водохранилище также оказывает термическое воздействие на прилегающую территорию, способствуя развитию дополнительных восходящих потоков воздуха, и имеет отепляющий эффект. Средняя температура воды в Каховском водохранилище летом возле города составляет +22,3 °C. В знойные дни температура воды достигает +30-31 °C.
В последние 100—120 лет температура воздуха в Никополе, равно как и в целом на Земле, имеет тенденцию к повышению. На протяжении этого периода среднегодовая температура воздуха повысилась по меньшей мере на 1,0 °C. Наиболее тёплым за весь период наблюдений оказался 2007 год.
| Показатель | Янв. | Фев. | Март | Апр. | Май  | Июнь | Июль | Авг. | Сен. | Окт. | Нояб. | Дек. | Год |
| --- | ---- | ---- | ---- | ---- | ---- | ---- | ---- | ---- | ---- | ---- | ----- | ---- | --- |
| Средняя температура, °C | −4,1 | −2,8 | 1,7  | 10,0 | 16,4 | 20,1 | 22,0 | 21,1 | 16,0 | 9,4  | 3,7   | −0,7 | 9,3 |
| Норма осадков, мм | 43   | 35   | 29   | 37   | 44   | 48   | 46   | 42   | 28   | 29   | 38    | 46   | 465 |
| Источник: Лазаренко П. И. Эколого-биологические основы сельскохозяйственного районирования территорий (на примере Днепропетровской области). Монография. — Днепропетровск: Пороги, 1995. — 476 с.; Кліматичний кадастр України / Державна гідрометеоролог. служба, — Київ: Б. в., 2006. |      |      |      |      |      |      |      |      |      |      |       |      |     |

### Растительность
Зелёные насаждения города занимают площадь 1361 га, из которых в пределах города — 1062 га и 299 га на землях лесничества. Обеспеченность зелёными насаждениями в расчёте на одного жителя города составляет в пределах городской черты около 67 м², в том числе общего пользования — 10,2 м². В городе имеются многочисленные парки и скверы. Наибольшие из них — это центральный городской парк Победы (0,5 км²) и расположенный в западной части города парк Металлургов (0,3 км²). Весной 2008 года в рамках проекта по озеленению наиболее загрязнённых городов Восточной Украины на территории Никополя было посажено 911 зелёных насаждений (407 деревьев и 504 кустарника), в основном на территории общеобразовательных школ, детских садов и в прилегающей к городской администрации территории.

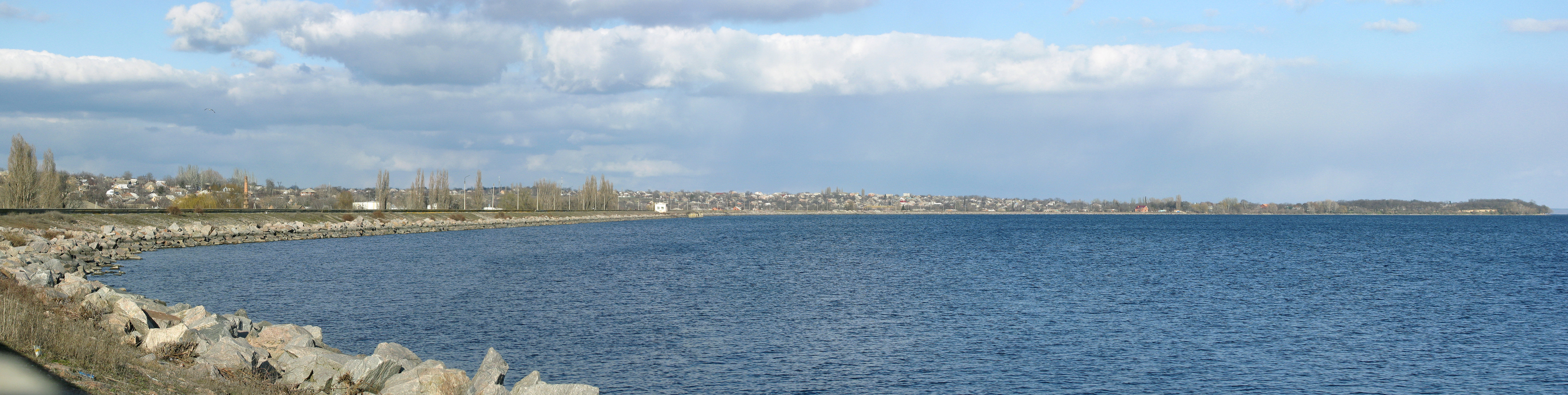
Панорама никопольской набережной. Вид в сторону Новопавловки

### Экологическое состояние
Никополь является крупным промышленным центром Днепропетровской области и Украины. В городе имеется три промышленные зоны. В территориальном подчинении города расположены 38 основных предприятий, являющихся потенциальными загрязнителями окружающей среды. На предприятиях города имеется более 1500 источников выбросов загрязняющих веществ в атмосферу. В Никополе достигнут самый высокий в области процент улавливаемых веществ по отношению к поступающим на очистные сооружения — 93,7 % (в среднем по области — 75,8 %). Однако это преимущество объясняется тем, что основная часть выбрасываемых в атмосферу веществ в зоне жилой застройки выделяется от стационарных источников, не оборудованных очистными сооружениями, а также автотранспортом.
Интенсивными загрязнителями атмосферного воздуха города являются завод ферросплавов, выбрасывающий в атмосферу в среднем около 30 тысячи тонн; сеть трубных ЗАО — 1 тысячу тонн; краностроительный завод — 0,2 тысячи тонн загрязняющих веществ в год. Объёмы выбросов загрязняющих веществ в общей сложности в 2008 году составили 156,7 тонны в расчёте на один квадратный километр территории города (в 2007 году — 168 тонн) и 61 кг в расчёте на одного жителя города (в 2007 году — 65 кг).
В Никополе насчитывается без малого 20 тысяч единиц автотранспорта, из которых около 80 % приходится на частных автовладельцев. Анализ вкладов выбросов загрязняющих веществ от автотранспорта и суммарные выбросы от стационарных источников предприятий Никополя показывают, что доля выбросов от автотранспорта в общем объёме выбросов по городу очень велика, тем более, что в валовом выбросе не учитывается транзитный автотранспорт.
С южной стороны город омывает Каховское водохранилище, являющееся единственным источником водоснабжения Никополя. С целью недопущения переработки берегов в пределах городской черты построено 8,6 га защитной дамбы, остальная часть защищена банкетами из горной массы, выполненной пионерным способом. С целью предотвращения подтопления в юго-восточной части города выполнена противофильтрационная завеса, включающая в себя дренажную систему, компрессорную и насосную станции. Забор свежей воды из водохранилища осуществляется производственным управлением водо-канализационного хозяйства и бывшим Южнотрубным заводом, которые обеспечивают водой население и предприятия города. В среднем за год из акватории водохранилища забирается 40 млн м³ воды, 50 % которых очищается до питьевого качества. В последнее время наблюдается незначительное уменьшение объёма забираемой воды, что в основном объясняется спадом производства на городских предприятиях. Главным источником загрязнения Каховского водохранилища являются трубные предприятия (бывший Южнотрубный завод), ежегодно сбрасывающие в водохранилище до 30 млн м³ загрязнённых и недостаточно очищенных сточных вод.
Никополь находится в непосредственной близости (11 км) от одной из крупнейших в мире атомных электростанций — Запорожской АЭС, что, соответственно, делает его принадлежащим к так называемой условно ограниченной тридцатикилометровой зоне. Между тем, радиационный фон в пределах этой зоны составляет 12—15 мкР/час, что соответствует уровню естественного гамма-фона и устойчиво регистрируется на протяжении последних пятнадцати лет.
В 1997 году в городе был создан Никопольский городской эколого-натуралистический центр. Сегодня[когда?] в нём насчитывается двадцать кружков, которые посещают более трёхсот детей. В массовых мероприятиях, проводимых экоцентром, в течение года принимают участие более двух тысяч учеников города. На базе центра действует специализированная библиотека, насчитывающая более полутора тысяч книг эколого-биологической тематики, создан живой уголок, в котором находятся три аквариума, одиннадцать террариумов, вольер для птиц и другое. В экоцентре действует ботанический музей. В нём демонстрируется более четырёхсот природных экспонатов. За последние несколько лет юными натуралистами экоцентра на территории Никопольского района были обнаружены сорок четыре редких вида животных и двадцать четыре вида растений, благодаря чему появилась возможность научного сотрудничества с Институтом зоологии Национальной академии наук Украины и Днепровским национальным университетом по созданию Красной книги Никопольщины.

## Население
Численность населения города по состоянию на 1 ноября 2015 года составляет 117 810 постоянных жителей и 115 756 человек наличного населения.
По состоянию на 1 марта 2009 года численность населения Никополя составляла 127,3 тысячи человек, что делало его четвёртым по численности населения городом Днепропетровской области после Днепра, Кривого Рога и Каменского и тридцать шестым из 458 городов Украины.
В 2008 году в Никополе наблюдался отрицательный баланс изменения населения города в результате естественного и миграционного сокращений. За год в городе на свет появилось 1370 новорождённых, а умерли 2423 человека (из них восемнадцать детей в возрасте до одного года). В 2008 году в городе было зарегистрировано 895 бракосочетаний и 545 разводов. Средняя продолжительность жизни в Никополе составляет 67 лет: у мужчин — 61 год, у женщин — 73.
На протяжении всего 2008 года город покинули 1651 человек, из которых 764 выбыли за пределы Днепропетровской области. Общее число прибывших на постоянное местожительство в Никополь составило 771 человек, из которых 339 прибыли из-за пределов области. Общее сокращение населения города в 2008 году составило −1933 человека (-1053 в результате естественного сокращения и −880 в результате миграции).
| Год          | 1775 | 1781 | 1865 | 1900 | 1910 | 1917 | 1925 | 1935 | 1941 | 1959 | 1970 | 1973  | 1979  | 1982 | 1989 | 1992  | 1998  | 2001  | 2005 | 2008  | 2015  | 2019  |
| ------------ | ---- | ---- | ---- | ---- | ---- | ---- | ---- | ---- | ---- | ---- | ---- | ----- | ----- | ---- | ---- | ----- | ----- | ----- | ---- | ----- | ----- | ----- |
| Тыс. жителей | 0,15 | 1    | 7,6  | 21,2 | 26   | 34,9 | 10,5 | 47   | 70,1 | 81   | 125  | 137,5 | 146,3 | 150  | 158  | 160,3 | 145,1 | 136,2 | 131  | 127,6 | 117,8 | 109,3 |

По данным переписи 1926 года, украинцы составляли 67,1 % населения города, евреи — 19,0 %, русские — 12,2 %.
По данным переписи 2001 года, украинцы составляли 71,27 % населения Никополя, русские — 25,62 %.

### Языковой состав
По данным переписи 1926 года, украинский язык родным назвали 45,9 % населения Никополя, еврейский — 6,7 %, русский — 46,2 %.
Родной язык населения по данным переписи 2001 года:
| Язык       | Численность, чел. | Доля     |
| ---------- | ----------------- | -------- |
| Украинский | 77 408            | 56,00 %  |
| Русский    | 59 055            | 42,73 %  |
| Другое     | 1 755             | 1,27 %   |
| Итого      | 138 218           | 100,00 % |

Украинский язык является единственным официальным языком Никополя.
Вторжение России на Украину спровоцировало новую волну украинизации в городе, всё больше людей предпочитают говорить на украинском языке.
По данным Государственной службы статистики Украины в 2024/25 учебном году все 304 080 учащихся в учреждениях общего среднего образования в Днепропетровской области обучались в украиноязычных классах.

## Религия
Большинство жителей исповедует православие и относятся к Украинской Православной церкви (Московский патриархат); город — центр Никопольского благочиния Криворожской епархии. Главный храм города — кафедральный Спасо-Преображенский собор, построенный в 1898 году, а церковь Рождества Пресвятой Богородицы, относящаяся к первой половине XIX века, — один из старейших храмов Никопольского благочиния Криворожской епархии и имеет статус памятника архитектуры.
Кроме того, существуют приходы и объединения иных христианских деноминаций и иных религий.

## Планировка и застройка
Максимальная протяжённость городской территории (восток — запад) составляет 16,55 км (17,4 км включая часть акватории Каховского водохранилища). Максимальная протяжённость жилой зоны города с востока на запад составляет 12,4 км, с юга на север 7,5 км. В Никополе насчитывается свыше четырёхсот улиц общей протяжённостью почти 600 км. Самой длинной в городе является улица Херсонская (7,5 км). Она берёт своё начало в старой части города от монумента в честь освобождения Никополя (памятник «Пушка») и простирается с востока на запад, переходя на выезде из города в Криворожском направлении в дорогу республиканского значения Т-1202 Кропивницкий-Запорожье.

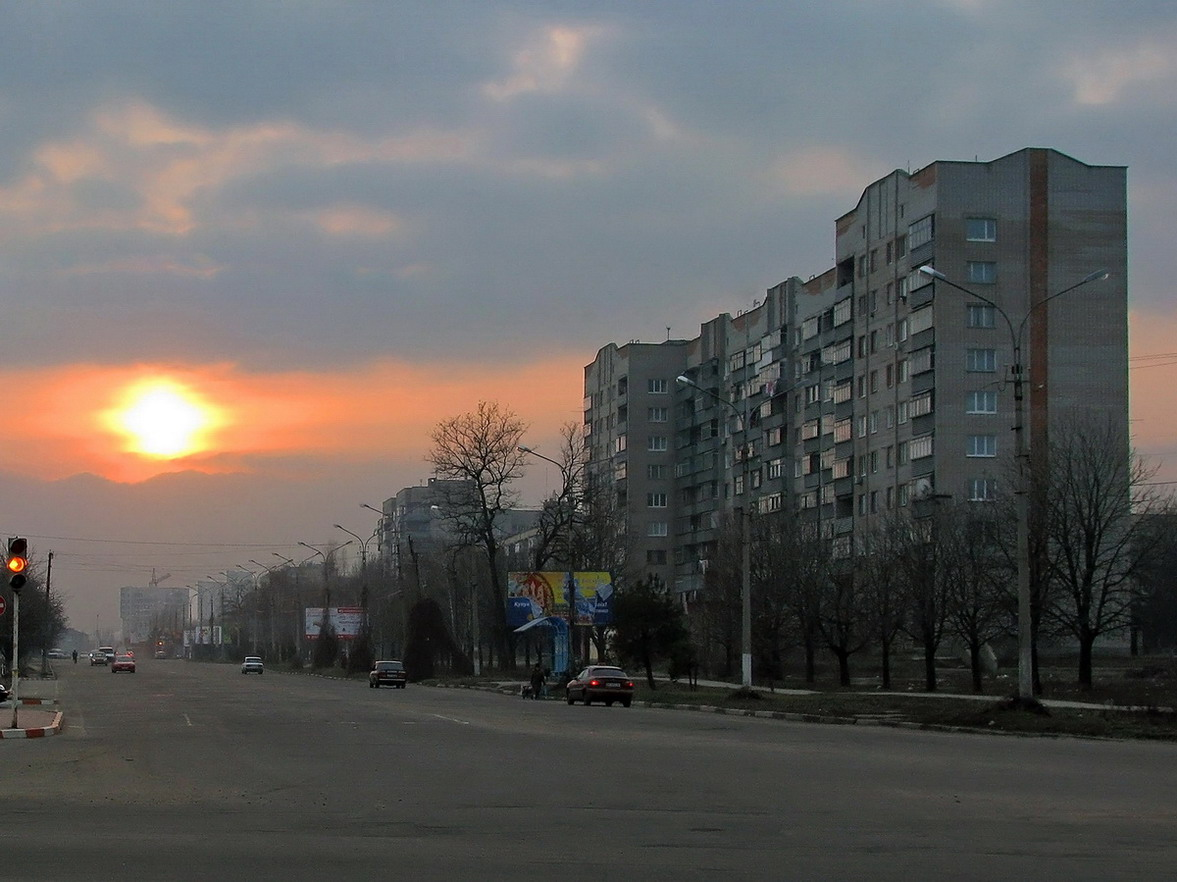
Одна из центральных улиц города — Первомайская на фоне зимнего заката

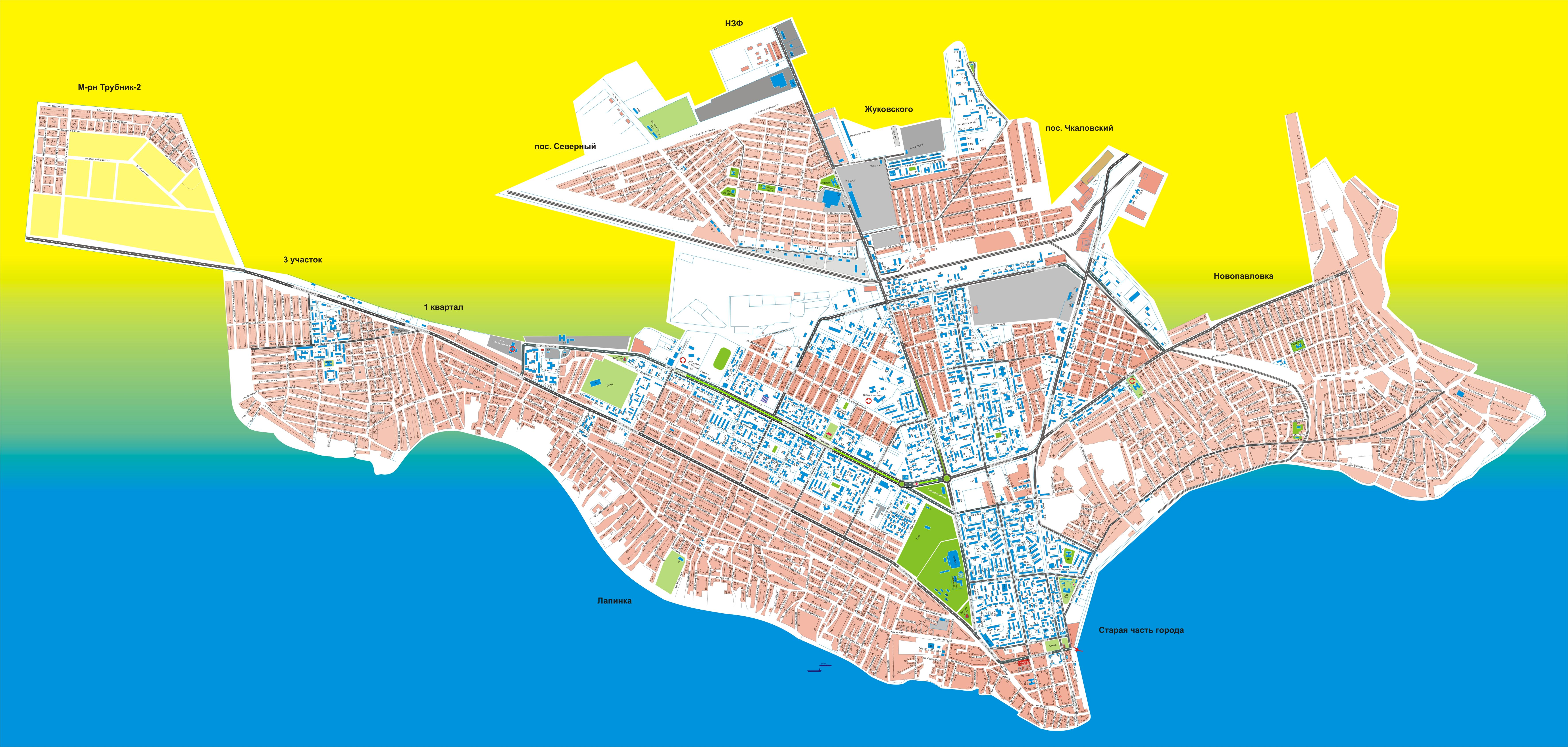
Карта Никополя

Центральными улицами города являются проспект Трубников (в советское время проспект Ленина), проспект Электрометаллургов (в советское время улица имени газеты «Правда») и улица Первомайская, а в месте их схождения расположилась Центральная площадь — центр современного Никополя. Вблизи неё находятся здание городской администрации и депутатского совета, Никопольский краеведческий музей, центральный универмаг, супермаркеты, ряд заведений финансово-экономического сектора и прочие.
От Центральной площади дороги расходятся в четырёх направлениях: проспект Электрометаллургов пересекает её с юга на север (от центрального рынка к путепроводу через железную дорогу и далее в сторону завода ферросплавов), проспект Трубников ведёт от площади в западную часть города и заканчивается у центральной проходной трубного завода, а улица Первомайская на восток к микрорайону Новопавловка. В 1,2 км к западу от Центральной площади расположена площадь Независимости, в 2,2 км к юго-востоку площадь Богдана Хмельницкого, в 2 км севернее — железнодорожная станция Никополь и автовокзал. Северные микрорайоны (Жуковского, Чкаловский и Северный), а также примыкающие к территории города посёлки Менжинское и Каменское, отделены от центра города магистральной железной дорогой, через которую есть два путепровода — на проспекте Электрометаллургов (западнее железнодорожного вокзала, около автовокзала) и на улице Карла Либкнехта (восточнее железнодорожного вокзала, около мясокомбината).
В Никополе насчитывается 786 многоэтажных (три этажа и выше) жилых домов. Высотных зданий в городе немного. Наивысшими многоэтажными жилыми постройками являются девятиэтажные дома (в основном кирпичные), которых в городе насчитывается менее трёх десятков. Девятиэтажные здания построены в начале 1990-х годов по чехословацкому проекту (в действительности по высоте соответствует стандартной советской двенадцатиэтажке). На сегодня[когда?] самым высоким жилым домом в городе является четырнадцатиэтажное здание по улице Трубников, 9. Всего семнадцать девятиэтажек и две четырнадцатиэтажки, в эксплуатацию сдана только одна из них.
Основная часть жилой многоэтажной застройки города приходится на пятиэтажные здания, бо́льшая часть которых — это панельные дома с внешней отделкой желтоватого оттенка, построенные в основном в центральной и южной частях города в 1970—80-х годах. Всего их насчитывается около 350, а в отдельных микрорайонах (Кристалл, Жуковского, 6-й, 7-й, 8-й и 9-й микрорайоны) такие дома составляют 90-95 % всего жилищного фонда. Значительная часть многоэтажных жилых домов, построенных в основном на Соцгороде, в прилегающих к проспекту Трубников кварталах и между улицами Шевченко и Дружбы неподалёку от железнодорожного вокзала относятся к так называемым сталинкам и хрущёвкам. Нечасто в городе встречаются четырёхэтажные и крайне редко шестиэтажные жилые постройки. А суммарно занимающие почти половину территории Никополя прибрежные микрорайоны Лапинка (на западе) и Новопавловка (на востоке) на 90 % состоят из одноэтажной жилой застройки. В старой части города и вдоль побережья Каховского водохранилища сохранились старинные здания постройки конца XIX — начала XX веков.

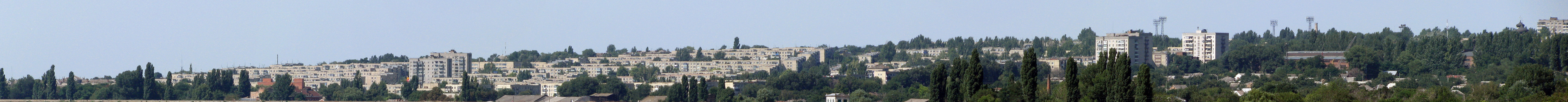
Панорамный вид южной части города

## История

### Античные времена
Во время археологических исследований, проводимых на территории современного Никополя в период с 1929 до 2000 года, были найдены остатки поселений и захоронений относящихся к эпохе неолита (IV тысячелетие до н. э.), бронзового века (III — начало I тысячелетия до н. э.), скифской (V—VII века до н. э.) и сарматской (II век до н. э.) культур.
Первые поселения на территории сегодняшнего Никополя возникли ещё во II тысячелетии до нашей эры, когда здесь обитали древние племена киммерийцев. Но в VII веке до н. э. они были изгнаны в Малую Азию пришедшими с востока скифами, — кочевыми ираноязычными племенами, под влияние которых попали земли лесостепной зоны Левобережной и Правобережной Украины. Здесь они образовали раннеклассовое государство и достигли значительной военной и экономической мощи, поддерживали активные связи с античными городами Северного Причерноморья, осуществляли военные походы на соседние и отдалённые земли.
Развитие скифского государства достигло своего апогея в середине IV века до н. э. Однако после появления сарматов на западе от Днепра государство начало постепенно приходить в упадок. Впоследствии, на протяжении длительного времени, вплоть до XIII века нашей эры, этими территориями овладевали разные кочевые народы — готы, гунны, авары, булгары, хазары, угры, печенеги, половцы, ногайцы. Во второй половине I тысячелетия нашей эры через эти места проходил знаменитый путь из варяг в греки, соединявший страны Северной Европы и Киевскую Русь с Византийской империей. Здесь было пересечение греческого пути и Соляного пути из Крыма.

### Первое упоминание
В XIII веке путём постепенного объединения литовскими князьями всех западно-русских земель в единое государство — Великое Княжество Литовское, территория современного Никополя оказалась на самой окраине европейской цивилизации и больше под контроль кочевников не попадала. Но из-за непосредственной близости к Крыму постоянно страдала от татарских набегов. В XV—XVII веках в эти края начинают заселяться выходцы из внутренних русских областей Речи Посполитой.
Первое упоминание о Никополе датируется 1594-м годом по записям в дневнике австрийского дипломата, военного деятеля и путешественника, Эриха Лясоты, — посла императора Священной Римской империи Рудольфа II. В то время усиление феодально-крепостнического гнёта привело к бегству крестьян и горожан в незаселённые степные районы среднего течения Днепра, за пороги, где отсутствовала эксплуатация и лежали неосвоенными огромные площади плодородных земель. Стремление к защите от набегов крымских татар привело к возникновению казацких крепостей, получивших название сечей. Одна из них, располагавшаяся тогда на территории нынешнего города, называлась Никитинской.
На Украине годом основания города считается 1639-й. (Национальный атлас Украины К.: ДНВП, Картография, 2007, Карты 24; и Энциклопедия Украины. К.: 2005, Научная мысль Т. 3, С. 271).

### Никитин Рог и Никитинская Сечь
Никитинская Сечь образовалась в 1638 году и располагалась на Никитином Роге. Так назывался мыс на правом берегу Днепра, неподалёку от ныне затопленного Каховским водохранилищем Стукалового (Орловского) острова. Своё название Никитинская Сечь получила от самого Никитиного Рога. Нет достоверных фактов происхождения собственно названия Никитин Рог. По одной из легенд, мыс назван в честь поселившегося здесь одного предприимчивого запорожца Никиты, принимавшего походы против бусурман, с которыми казачество издавна вело войны.

Памятник Богдану Хмельницкому на бывшем месте расположения Никитинской Сечи

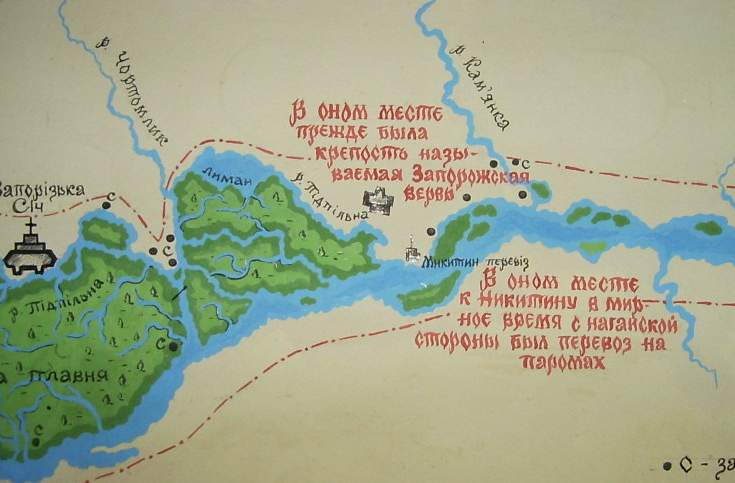
Никитин Перевоз на карте Запорожской Сечи

О Никитином Роге и Никитинской Сечи писали малорусский летописец Самовидец, польский хронист Дзевович и известный французский инженер и военный картограф Гийом Левассёр де Боплан. Именно он указывает на повторное восстановление польским правительством в 1638 году крепости Кодак и именно этот год считает основанием Никитинской Сечи. В своё время об урочище Никитино свидетельствуют известные историки Малороссии Александр Ригельман, Д. Н. Бантыш-Каменский и Н. А. Маркевич.
11 декабря 1647 года на Никитин Рог со своим сыном Тимофеем прибыл Богдан Хмельницкий, а 19 апреля 1648 года на общем казацком совете он был избран гетманом Войска Запорожского. Хмельницкий произносит перед казаками трогательную речь, которая глубоко запала в сердца запорожцев и подняла их на высокий подвиг освобождения «Малой России» от польского ига. Так началась Освободительная война украинского народа против Речи Посполитой.
Сегодня, на месте собрания исторического совета и избрания гетманом Богдана Хмельницкого, на пролегающей здесь ныне улице Никитинской, установлен памятник.
Никитинская Сечь просуществовала недолго. В 1652 году на её месте образовалась новая Чертомлыцкая Сечь, а в 1667 году согласно официальному польско-русскому договору слово сечь было заменено на перевоз. Так образовалось поселение Никитин Перевоз. В 1734 году Никитин Перевоз обретает статус села, а в 1753 в официальных документах это место называется Никитинской Заставой. Это был важный пограничный пост Войска Запорожского Низового до 1775 года. Здесь располагались войсковая часть, таможня с пограничным комиссаром от русского правительства для рассмотрения споров между запорожцами и татарами, почтовый узел, церковь Святой Покровы Богородицы и около сорока домов семейных запорожцев. Кроме всего, здесь ещё жил и переводчик, который знал, кроме русского и украинского языков, турецкий и татарский и обеспечивал всех, кто ехал в Крым и дальше за границу, билетами на турецком и татарском языках. В 1775 году Никитин Перевоз вошёл в состав Екатеринославского уезда одноимённой губернии как внештатный городок под названием Славянск. Основанием для определения начала истории современного Никополя принято считать официальный документ под названием «План вновь проектируемого укрепления Никополь, что прежде назывался Никитин перевоз для содержания воинской команды одного батальона» от 30 марта 1780 года.

### Никополь в конце XVIII — начале XX веков
На рубеже XVIII и XIX веков Никополь постепенно становился важным торговым центром на Приднепровье. Выгодное географическое положение на перекрёстке водного и сухопутного путей способствовали экономическому развитию города. В 1793 году в Никополе было 425 дворов, 1388 мужчин, 476 женщин; под усадьбой находилось 200 десятин земли, под пашней 24000 десятин, сенных покосов 3000 десятин, лесу 1800. Неудобной земли насчитывалось 1600 десятин, а всего — 36000 десятин земли.
В 1795—1797 годах в Никополе была сооружена новоустроенная деревянная пятикупольная Свято-Покровская соборная церковь (впоследствии уничтоженная в 1934 году), бывшая своего рода хранилищем запорожской старины. Здесь находилась запорожская историческая и церковная литература, в том числе Евангелие весом один пуд тридцать семь фунтов, серебряные чарки кошевого атамана Ивана Серко, запорожские одеяния, посуда. В 1800 году по церковным книгам в городе значится 2567 душ: 1326 мужчин и 1241 женщина. Это без людей другого вероисповедания, живших на то время в Никополе. По ходатайству Одесского градоначальника, а в 1805—1814 годах одновременно и генерал-губернатора Новороссийского края герцога Армана Эмманюэля дю Плесси Ришельё 4 апреля 1804 года утверждена указом значительная сумма на устройство третьей сухопутной дороги в Крым — к соляным озёрам, кроме двух уже существовавших, через Берислав и Александровскую крепость, от Херсона на стародобряческие селения Знаменка-Каменка, в котором был устроен наплавной мост через Днепр на Никополь и заготовлены материалы для судостроения.

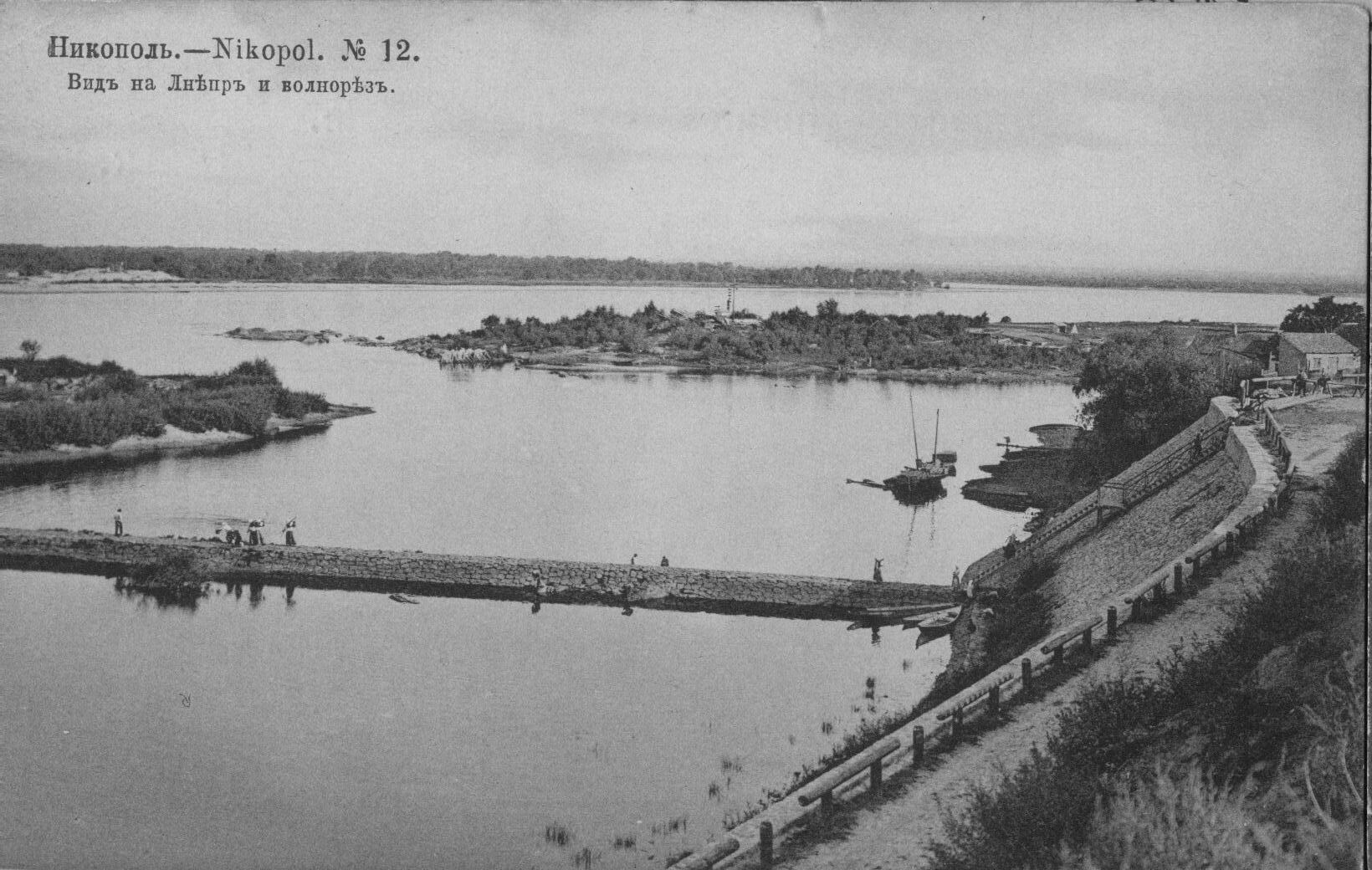
Вид на Днепр и волнорез, начало XX века

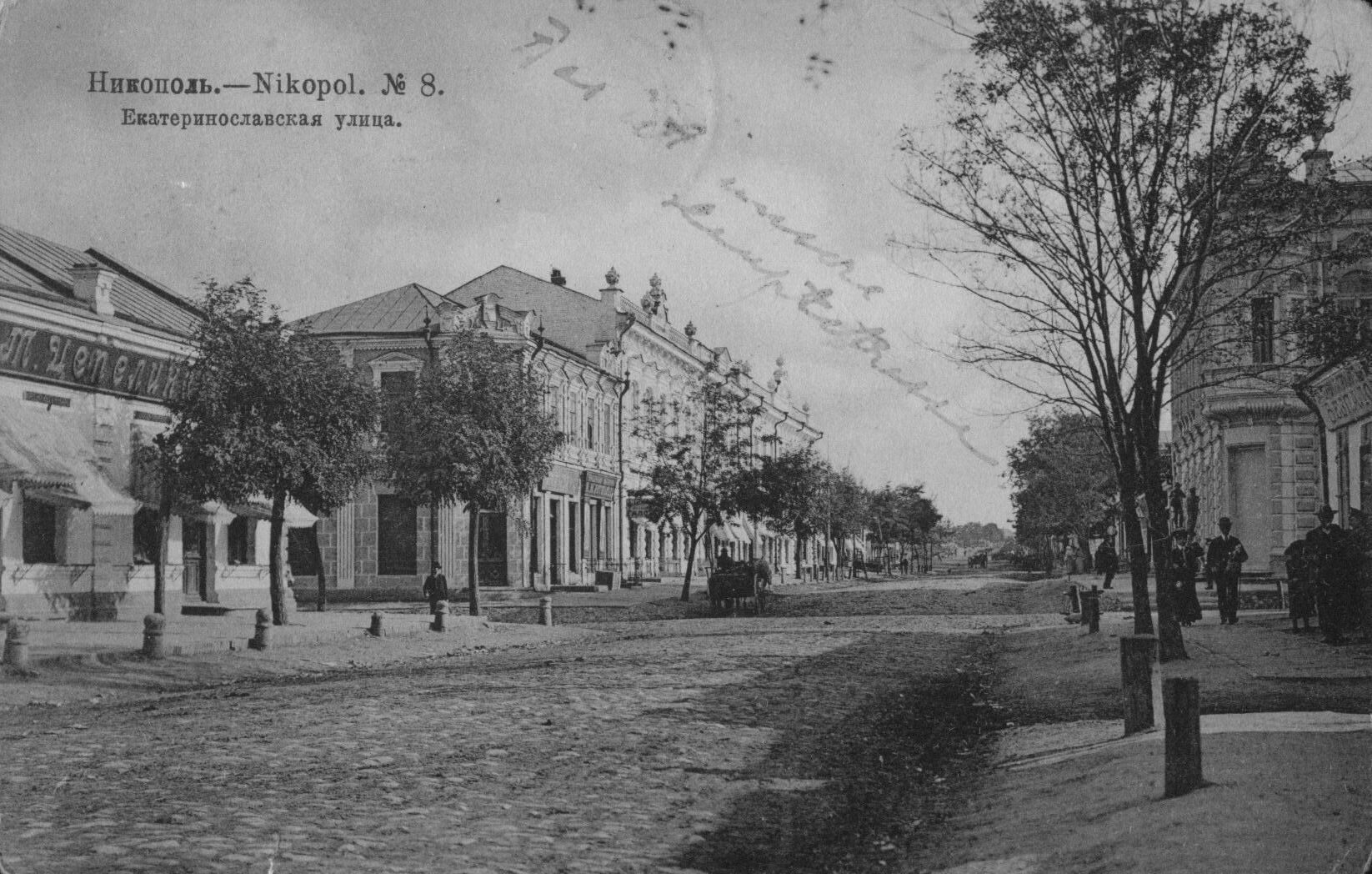
Улица Екатеринославская (ныне Никитинская)

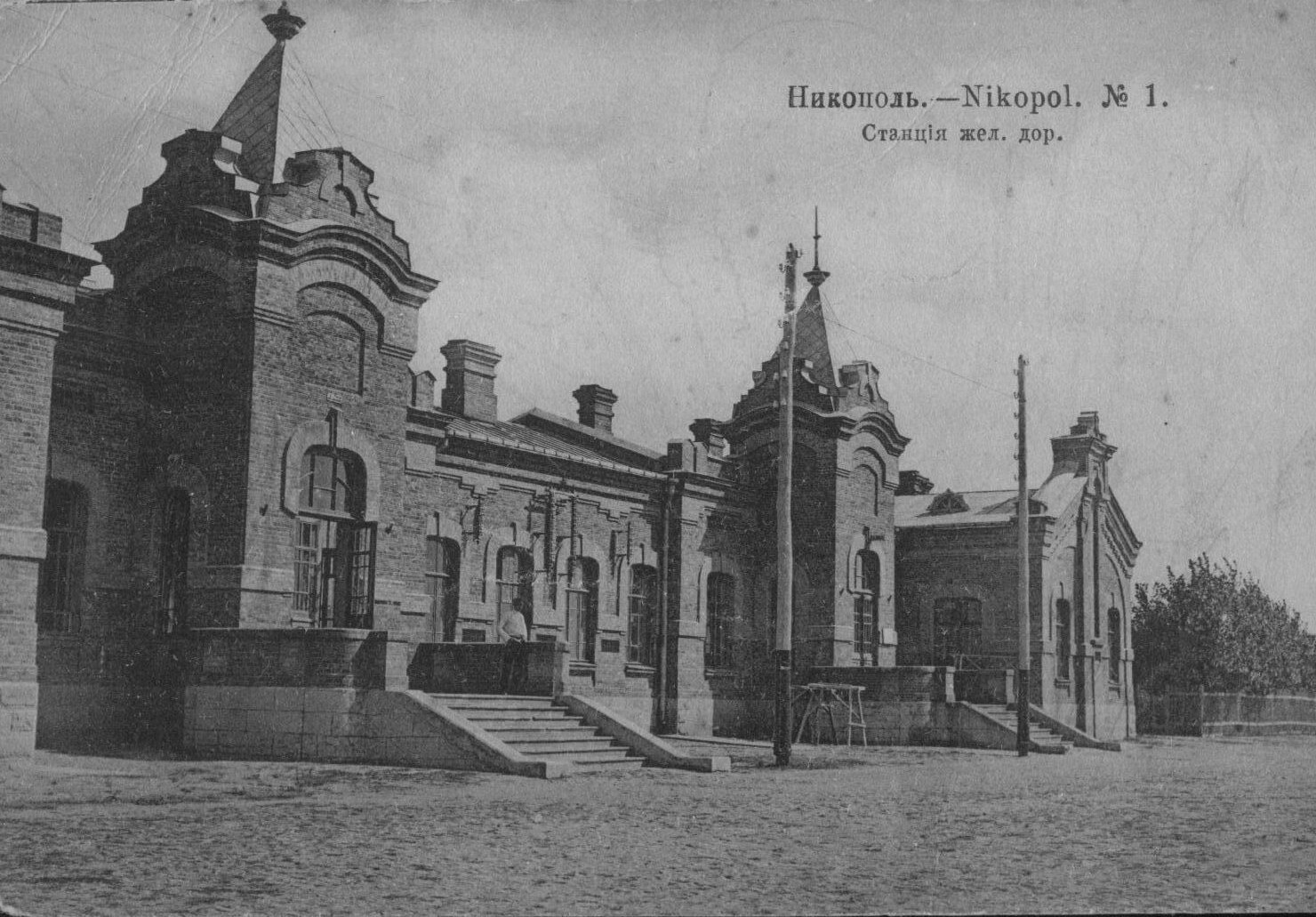
Здание железнодорожного вокзала. Начало XX века

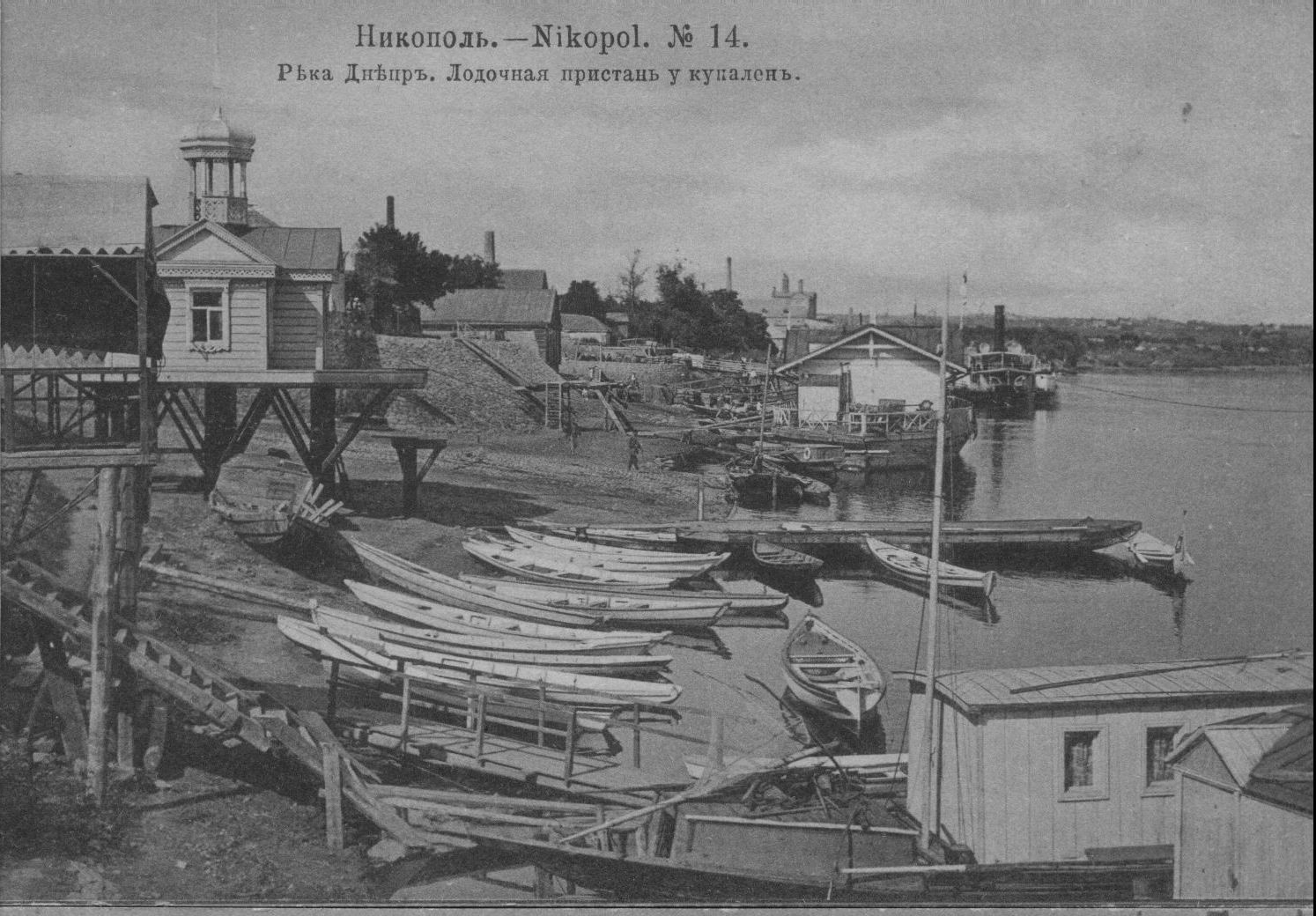
Лодочная пристань. Начало XX века

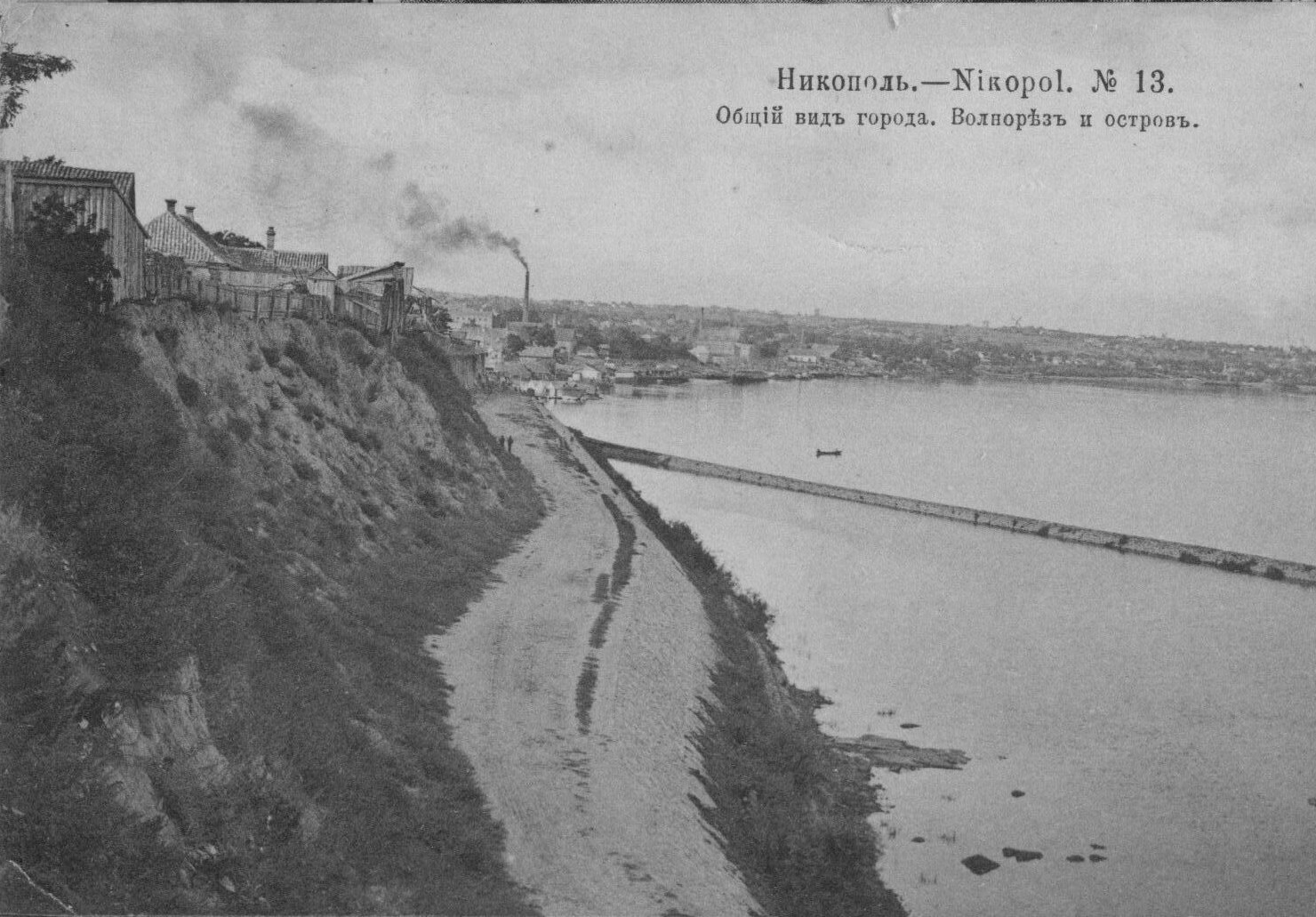
Общий вид города в начале XX века

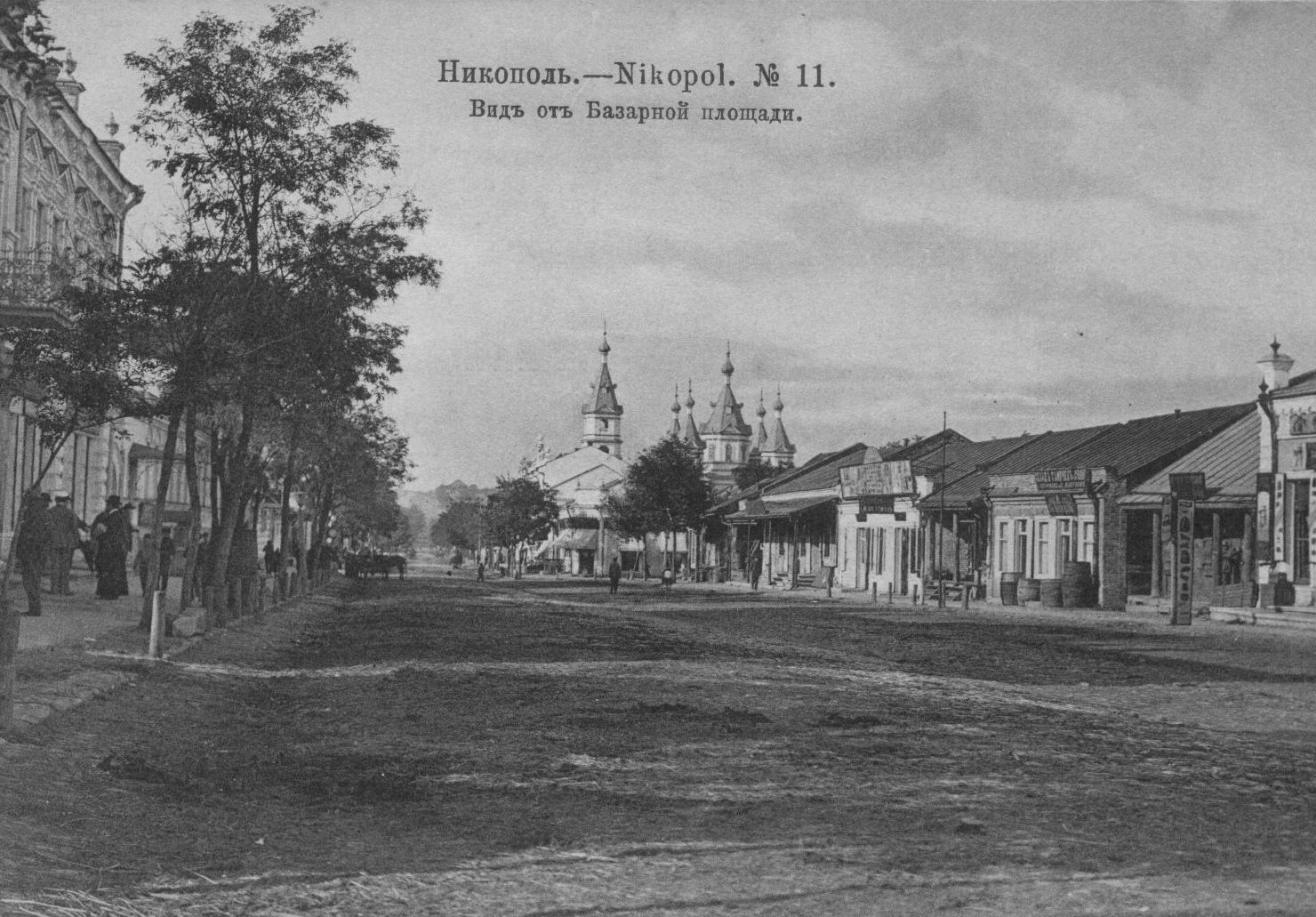
Базарная площадь. Начало XX века

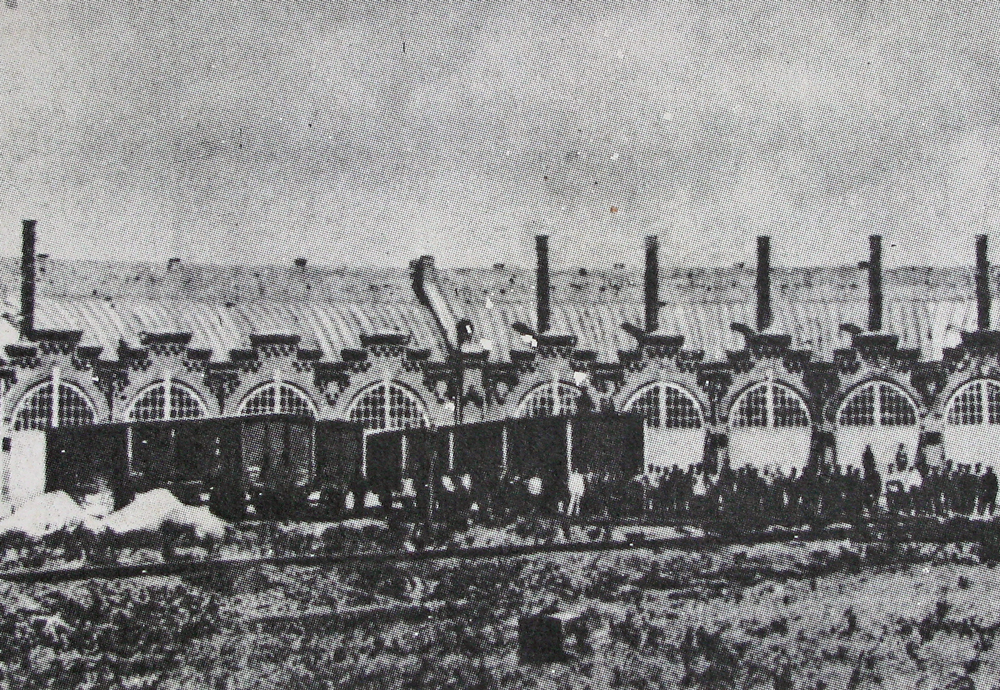
Забастовка в паровозном депо (декабрь 1905 года)

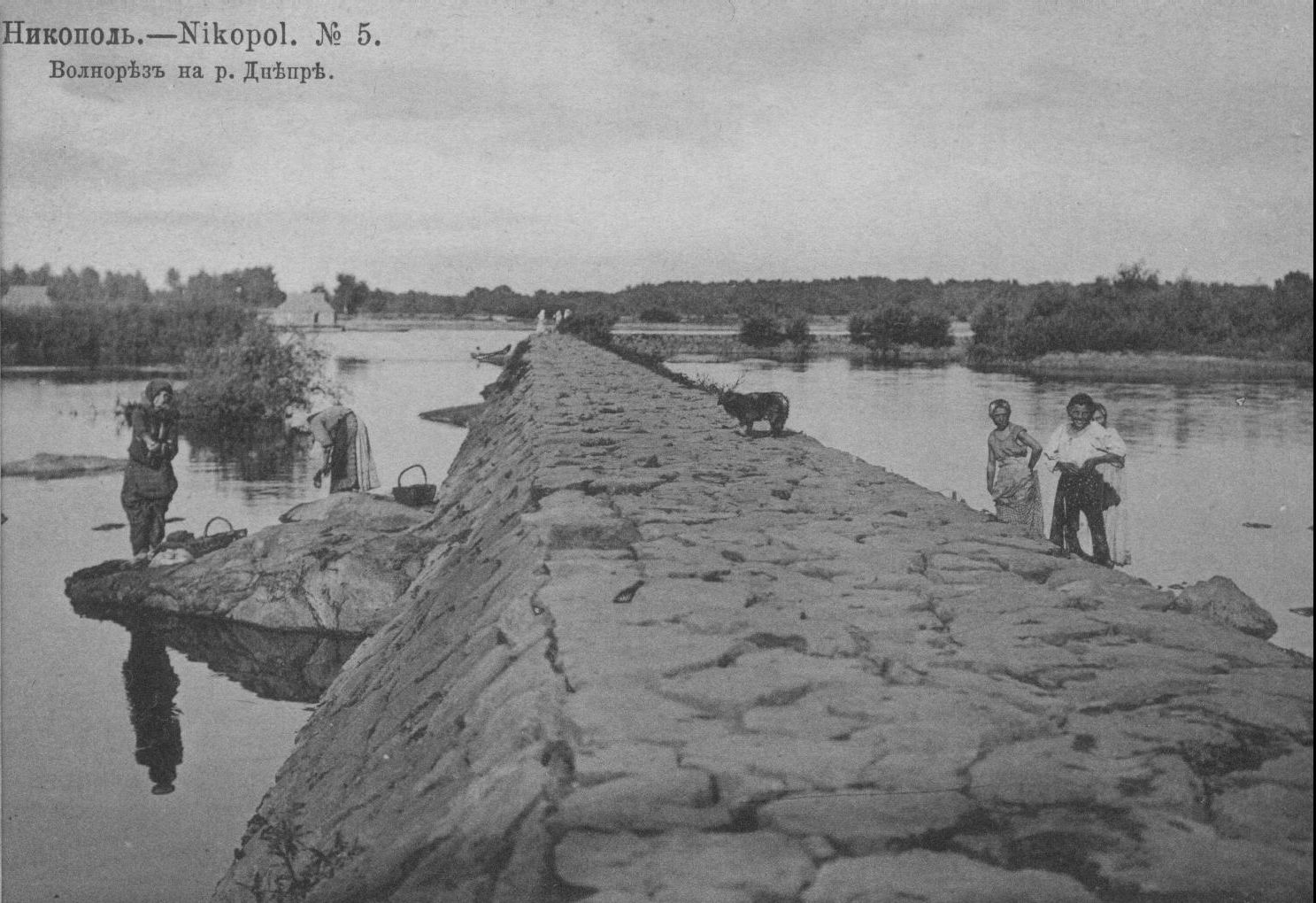
Волнорез на реке Днепр. Начало XX века

В 1805 году вышел соответствующий указ о прокладке Чумацкого транзитного пути через Никополь для вывоза соли из Крыма и организации Солёного управления, бравшего плату за переезд через мост деньгами и солью. В указе говорилось: «К умножению вывоза соли и к поспешиванию доходов приняты меры к основанию ещё особой дороги через Никополь, дабы всеми силами и пособиями доставить жителям соседственных губерний более удобности упражняться в соляном промысле». (Полное собрание законов Российской империи № 21702 за 1805 год). Чумацкий Никитинский путь вёл от Никополя на Кременчуг с разветвлениями дорог. Рекордными показателями отличился 1842 год, когда через переправу в обе стороны прошли 101 500 человек и почти 55000 фур и возов с солью и другими товарами.
26 января (7 февраля) 1834 года вышел Указ Николая I «Объ учрежденіи вольныхъ матросскихъ обществъ или цехов в городах Алешкахъ и Никополѣ», что способствовало дальнейшему развитию торговли в Никополе. В 1857 году в городе уже насчитывалось 1537 вольных матросов из 6500 населения местечка. Они занимались перевозкой водным путём всевозможных грузов и подготовкой молодых речников. Матросские общины составляли вольное сословие, ряды которого пополнялись за счёт сельского населения, охотно вступавшего в них.
Входившие в матросский цех освобождались от подати и рекрутчины и получали земельные наделы. В течение пяти лет матросы обязаны были служить на флоте и в случае войны призывались в действующую армию. С 1856 года в Никополе матросы содержали на свои средства школу — матросское приходское училище, где дети два года изучали грамматику, арифметику и Закон Божий. Никопольские вольные матросы принимали активное участие в создании Черноморского флота и всех важнейших его боевых операциях, участвовали в Крымской войне 1853—1856 гг. и обороне Севастополя, 253 из них были награждены медалями. Номинально цех вольных матросов просуществовал в Никополе вплоть до 1941 года.
В марте 1836 года в городе была открыта почтовая контора с дилижансовым сообщением, хотя почта была и раньше. 20 октября 1847 года в Никополь прибыл первый пароход «Луба». Это событие собрало у берегов Днепра половину тогдашнего населения города. А уже в 1858 году было положено начало регулярных пароходных рейсов на линии Александровск — Никополь — Одесса. В 1859 году в Никополе местной городской полиции было разрешено выдавать свидетельство на право торговли лицам торгового сословия с соблюдением всех установленных правил. Никополь становился значительным торговым центром на Днепре.
Во времена Крымской войны 1853—1856 годов Никополь и Никитинская переправа были важным центром, где переправлялись войска и санитарные обозы. Здесь находился в 1855—56 годах госпиталь № 30, в котором умерли 1252 участника войны и героической обороны Севастополя. В госпитале процветало казнокрадство. Часто умерших начальство выдавало за живых, получая за них пайки и деньги. В своей газете «Колокол» в Лондоне это отмечал даже А. И. Герцен. С приездом первых русских сестёр милосердия, обстановка в госпитале улучшилась.
В «Новороссийском календаре на 1858 год», изданном в Одессе Ришельевским лицеем, Никополю дано такое краткое описание: «Никополь — местечко Екатеринославской губернии уезда при Днепре. Жителей 6477 обоего пола, домов 950, соборная церковь, еврейская синагога, училище для матросских детей, почтовая контора. Лавок — 37, винных погребов — 3, постоялых дворов — 4, мельниц — 55. Шесть кузниц, салотопенный завод, кирпичный завод, 37 амбаров. Жители местечка большей частью вольные матросы.»
В выпуске тринадцатом «Списков населённых мест Российской империи», составленном по сведениям 1859 года в Петербурге указывалось, что местечко Никополь при реке Днепр имело две православные церкви, две синагоги еврейских, одно училище, почтовую контору, почтовую станцию, четыре ярмарки, базар, три пристани и шесть заводов. В местечке находилась переправа через реку Днепр. Насчитывалось 6780 жителей обеих полов, которые проживали в 987-ми дворах. По данному показателю, а также по численности населения Никополь находился на втором месте в Екатеринославском уезде и на одиннадцатом в губернии. Местечко было единственным в губернии. На территории современного города находился и ряд других поселений, располагавшиеся преимущественно вдоль рек, крупнейшим из них была Новопавловка. Торговый путь, прилегавший к Никополю был крупнейшим путём ведущим из Крыма на Дон.
В 1864 году население Никополя составляло 7046 человек. Здесь уже насчитывалось 1229 жилых домов (1220 деревянных и девять каменных), шесть магазинов (четыре частных и два общественных), три салотопенных завода, три свечных завода, два кирпичных завода, две пивоварни и лесная пристань. Действовали четыре ярмарки: Вознесенская, Успенская, Благовещенская и Дмитровская. Последняя отмечалась преимущественно торговлей хлебом в урожайные годы.
Темпы промышленного развития города значительно возросли к концу XIX века, с началом разработки обнаруженных неподалёку марганцевых руд. Разработку месторождений вели девять акционерных обществ, где преобладающее влияние оказывали бельгийские и французские компании. Развитию промышленности и торговли также способствовал хорошо развитый речной транспорт. Ежегодно по Днепру перевозилось более 5 000 000 тонн грузов — главным образом хлеб и марганцевая руда. На пристань прибывали каменный уголь, лесные и строительные материалы, бакалейные товары. В 1883 году начинает функционировать завод земледельческих машин и инвентаря (ныне ООО «Никопольский механический завод»), а в 1895 году — чугуномедно-литейный завод (в советское время носил название «Большевик», а ныне ОАО «Никопольский завод трубопроводной арматуры).
Накануне Первой мировой войны население Никополя возросло до 30 тысяч человек, но это был всё тот же крытый соломой и камышом провинциальный городишко. Из 2700 зданий только несколько десятков были каменными, водопровод и канализация отсутствовали. Воду брали в Днепре и развозили в бочках по дворам. Медицинское обслуживание по сравнению с периодом Крымской войны несколько «шагнуло вперёд». В двух больницах на сорок коек работали шесть врачей, двенадцать фельдшеров и акушерок. В городе действовало сельское училище для мальчиков, коммерческое и морское училища. Девочки обучались в частных школах. Открылись две платные библиотеки.

### Годы революции. Установление советской власти
8 марта 1917 года в городе был избран Никопольский Совет рабочих, в котором меньшевики и эсеры получили большинство голосов. Но недовольные такими результатами волеизъявления горожан, большевики города потребовали перевыборов Никопольского Совета рабочих и солдатских депутатов.
Советская власть в Никополе была провозглашена 10 ноября 1917 года. Тогда же в паровозном депо состоялось собрание железнодорожников, участники которого избрали свой революционный комитет. В его состав вошли В. Г. Антипов (председатель), Н. Н. Куксин, Я. Л. Терещенко, и другие известные в Никополе большевики.
16 февраля 1919 года на II съезде Советов Никопольского уезда был избран исполнительный комитет, отделы которого впоследствии охватили все сферы жизнедеятельности города. В апреле того же года в городе возобновила работу центральная библиотека, а через месяц открылись двери музея изящных искусств. В нём экспонировались произведения живописи, скульптуры, фарфоровые изделия, мебель и другие ценности, отобранные у обеспеченных горожан.

### Советский период

#### Предвоенные годы
Восстановление народного хозяйства Никополя потребовало от никопольчан большой самоотверженности. Лишённые топлива и сырья, остановились практически все предприятия города. Костлявая рука голода тянулась к горлу тысяч никопольчан. Именно в этот период происходит самое серьёзное снижение численности населения города (38000 человек в 1917 году; менее 9000 в 1923-м)
В 1924 году, после смерти В. И. Ленина его имя присвоено заводу сельскохозяйственных машин и инвентаря. С этого завода коммунистами было решено начинать возрождение городской промышленности.

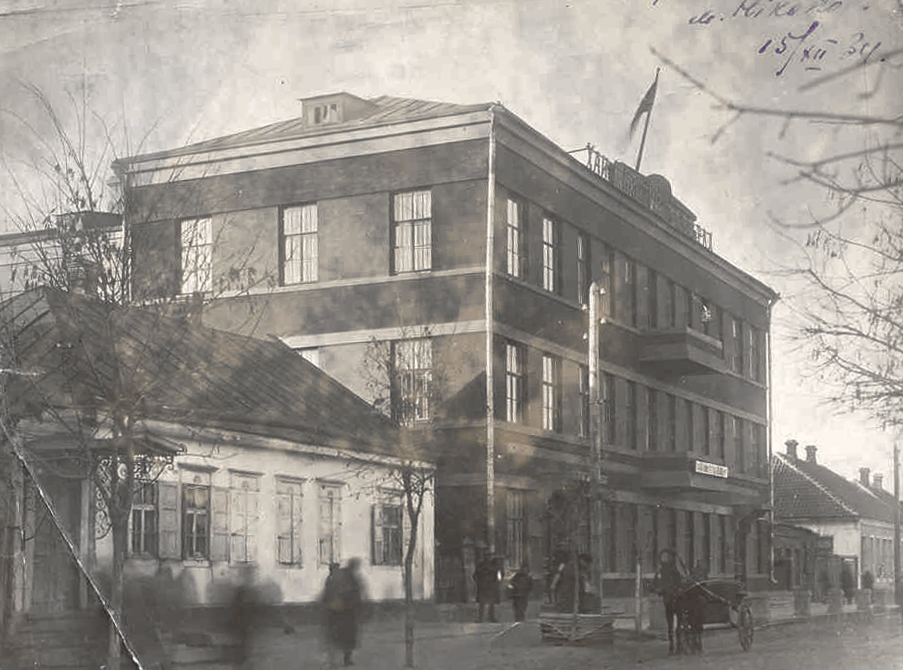
Здание Никопольского горсовета (1934 год)

К концу восстановительного периода в Никополе, кроме завода имени В. И. Ленина, действовали тридцать мелких предприятия, главным образом по переработке сельскохозяйственной продукции и изготовлению различного сельскохозяйственного инвентаря. Кроме того, работали два кожевенных завода, семь тепловых мельниц и четыре бричечные мастерские, началось строительство городской электростанции. В 1925 году из десяти тысяч человек, проживавших в городе, почти треть была занята в промышленности, больше половины в сельском хозяйстве. В 1922 году открылась Красногригорьевская технико-агрономическая школа имени Т. Г. Шевченко (нынешний колледж Днепропетровского Национального аграрного университета).
По данным переписи 1926 года, украинцы составляли 67,1 % населения города, евреи — 19,0 %, русские — 12,2 %. Украинский язык родным назвали 45,9 % населения Никополя, еврейский — 6,7 %, русский — 46,2 %.
8 августа 1931 года Президиум Верховного Совета народного хозяйства СССР принял решение о сооружении в Никополе мощного трубного завода. А уже 1 мая 1932 года после праздничного митинга, посвящённого началу строительства завода, были заложены первые камни фундамента будущего ремонтно-строительного цеха. В эти же дни началось строительство первого в городе четырёхэтажного здания на Соцгороде. В 1933 году строительство завода было внесено в число ударных строек. Здесь трудились более девять тысяч человек. 18 апреля 1935 года был пущен трубопрокатный стан цеха малых агрегатов. Эта дата является официальным днём основания Никопольского Южнотрубного завода, вскоре ставшего крупнейшим промышленным предприятием в Европе. Сооружение трубного гиганта оказало огромное влияние на всё общественное и культурное развитие Никополя.
Дальнейшее развитие в Никополе получили предприятия пищевой и строительной сфер. В 1934 году действовали один механизированный кирпичный завод и два завода с ручной формовкой. Вступил в строй новый хлебозавод. В предвоенные годы были реконструированы пивоваренный завод и мясокомбинат. В 1940 году трудящиеся Никополя изготовили валовой продукции почти на 230 миллионов рублей. Большим событием в жизни города стала электрификация железнодорожной магистрали Кривой Рог — Запорожье. В 1934 году здесь пошли первые на Украине электропоезда.
В 1937 году Никополь стал городом областного подчинения. В западной части города вырастал новый жилой район — Соцгород. В городе насчитывалось всего тридцать магазинов, открылась одна гостиница и дом колхозника. Работали четыре больницы с поликлиническими отделениями, в которых работало пятьдесят четыре врача. В двадцати трёх средних школах трудились 420 учителей. Существовало четыре библиотеки с книжным фондом 200 тысяч экземпляров.

#### Никополь в годы Великой Отечественной войны
В первые дни войны из Никополя отправились на фронт более 1600 человек. Когда фронт приблизился к берегам Днепра, началась эвакуация промышленных предприятий и учреждений в восточные районы страны. Металлурги Южнотрубного завода в течение недели демонтировали прокатное оборудование и вывезли его в город Первоуральск. Туда же выехали с семьями многие рабочие, инженеры и техники. В августе 1941 года в посёлок Белая Холуница Кировской области был эвакуирован завод строительных машин имени В. И. Ленина. В 45 километрах от ближайшей железнодорожной ветки, в условиях бездорожья и нехватки транспортных средств, его коллектив с помощью местного населения сумел наладить работу и стал выпускать продукцию для фронта.

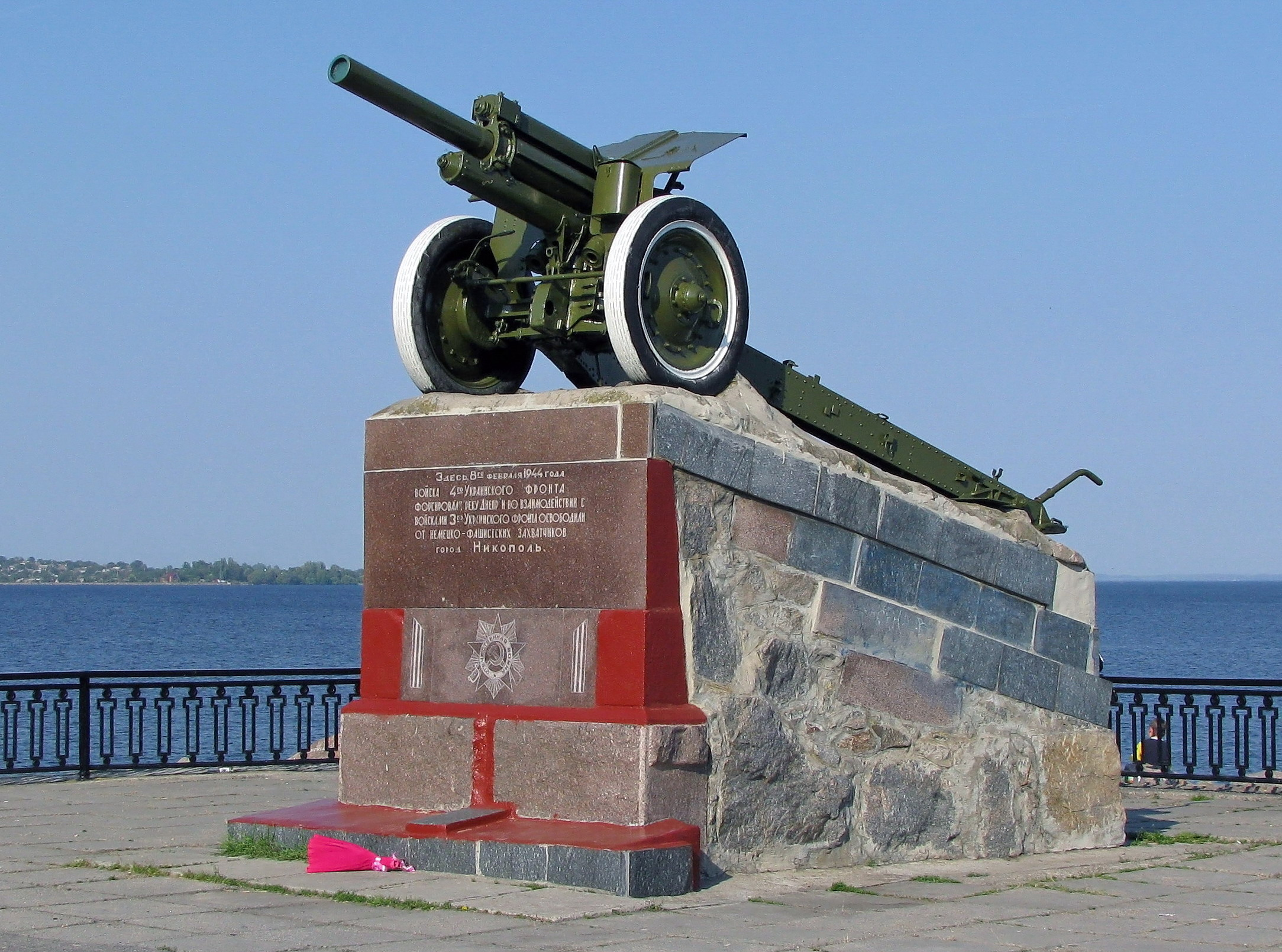
Памятник Гаубица М-30 на набережной в честь освобождения города от немецко-фашистских захватчиков

17 августа 1941 года вермахт захватил Никополь. Тогда же в городе были сформированы два партизанских отряда под командованием П. Н. Куцевола и Ф. Т. Рыжикова, впоследствии оказывавших серьёзное сопротивление немецким оккупантам. Изначально общая численность отрядов составляла 83 человека, а к осени 1941 года в них насчитывалось уже более 700 человек, что делало на то время Никопольский район основным местом сосредоточения партизанских сил южных областей УССР. Особенно партизанские отряды Никополя отличились 9 октября 1941 года в районе села Грушевой Кут при попытке батальона СС форсировать реку Скарбную. После тяжелейшего восьмичасового боя, с потерей более 120 немецких солдат и офицеров, враг отступил.

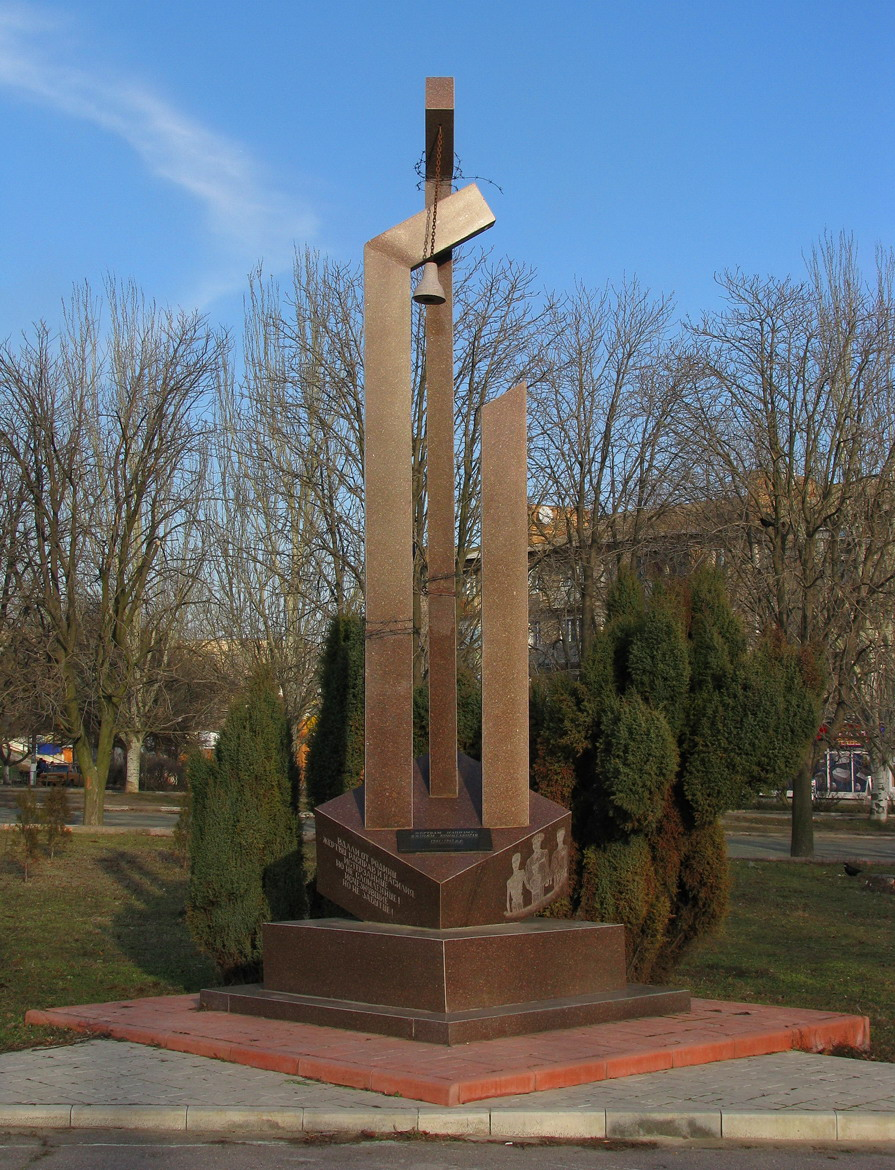
Памятник узникам нацистских концлагерей

Оккупация Никополя продлилась два с половиной года. 8 февраля 1944 года совместными усилиями 3-го и 4-го Украинских фронтов в ходе Никопольско-Криворожской операции Никополь был полностью освобождён от немецко-фашистских захватчиков.
3-й Украинский фронт:
- 6-я армия в составе: 66-го стрелкового корпуса (генерал-майор Куприянов, Дмитрий Андреевич) в составе: 333-й стрелковой дивизии (генерал-майор Голоско, Анисим Михайлович), 203-й стрелковой дивизии (генерал-майор Зданович, Гавриил Станиславович); 244-й стрелковой дивизии (генерал-майор Афанасьев, Георгий Афанасьевич); 62-й отдельной инженерно-сапёрной бригады (генерал-майор технических войск Шапиро, Самуил Григорьевич).
- 17-й воздушной армии в составе: 1-го смешанного авиакорпуса (генерал-майор авиации Шевченко, Владимир Илларионович) в составе: 5-й гвардейской штурмовой авиадивизии (полковник Коломейцев, Леонид Викторович), 288-й истребительной авиадивизии (полковник Смирнов, Борис Александрович); части войск 305-й штурмовой авиадивизии (полковник Михевичев, Николай Германович), 244-й бомбардировочной авиадивизии (генерал-майор авиации Клевцов, Василий Ильич), 262-й ночной бомбардировочной авиадивизии (полковник Белицкий, Геннадий Иванович).

4-й Украинский фронт:
- 3-я гвардейская армия в составе: 32-го стрелкового корпуса (генерал-майор Жеребин, Дмитрий Сергеевич) в составе: 266-й стрелковой дивизии (полковник Фомиченко, Савва Максимович), 259-й стрелковой дивизии (генерал-майор Власенко, Алексей Митрофанович); 61-й гвардейской стрелковой дивизии (генерал-майор Лозанович, Леонид Николаевич) 34-го гвардейского стрелкового корпуса (генерал-лейтенант Рябышев, Дмитрий Иванович); 5-я гвардейская мотострелковая бригада|5-й гвардейской мотострелковой бригады (подполковник Завьялов, Николай Иванович); часть сил 32-й гвардейской танковой бригады (генерал-майор танковых войск Киселёв, Михаил Захарович).

Войскам, участвовавшим в освобождении Никополя, приказом Верховного Главнокомандующего от 8 февраля 1944 года объявлена благодарность и в Москве дан салют двенадцатью артиллерийскими залпами из 124 орудий.

В этот день Москва салютовала освободителям города двенадцатью залпами из 124 орудий.
Приказом Ставки ВГК, Верховный Главнокомандующий И. В. Сталин от 13.02. 1944 года № 028 в ознаменование одержанной победы соединения и части, отличившиеся в боях за освобождение города Никополь, получили наименование „Никопольских“:
- 3-я зенитная артиллерийская дивизия (полковник Чаповский, Савелий Фёдорович)
- 11-я отдельная танковая бригада (подполковник Филиппенко, Дмитрий Алексеевич)
- 62-я отдельная инженерно-сапёрная бригада (генерал-майор тех/в Шапиро, Самуил Григорьевич)
- 326-й армейский инженерный батальон (майор Козлов, Фёдор Андреевич)
- 370 армейский инженерный батальон (майор Гордиенко, Степан Гаврилович)
- 39-й отдельный разведывательный авиационный полк (майор Ахматов, Алексей Сергеевич)[48].

Приказом Ставки ВГК, Верховный Главнокомандующий И. В. Сталин, от 13.02.1944 года № 029 в ознаменование одержанной победы соединения и части, отличившиеся в боях за освобождение города Никополь, получили наименование „Никопольских“:
- 61-я стрелковая дивизия
- 243-я стрелковая дивизия
- 37-я гвардейская танковая бригада
- 7-я истребительно-противотанковая артиллерийская бригада
- 526-й армейский миномётный полк
- 25-й гвардейский миномётный полк[48].

Около полутора тысяч советских солдат, отдавших жизнь за освобождение Никополя, похоронены в братских могилах города. А в день тридцатилетия победы, 9 мая 1975 года, в городе был открыт мемориальный комплекс, навеки запечатлевший подвиг освободителей: девятнадцатиметровый обелиск, у подножья которого горит Вечный огонь.
В рядах Красной Армии на всех фронтах войны сражались более восьми тысяч никопольчан, половина из которых погибли. Свыше пяти тысяч были награждены боевыми орденами и медалями. За героизм, проявленный в боях с немецко-фашистскими захватчиками, двадцать четыре никопольчанина были удостоены звания Герой Советского Союза, а лётчик П. А. Таран удостоен этого звания дважды. В Никополе родился Виктор Михайлович Усов — Герой Советского Союза, лейтенант-пограничник, начальник пограничной заставы, которая одной из первых приняла на себя удар немецко-фашистских войск 22 июня 1941 года.

#### Послевоенный период и вторая половина XX века
Общая сумма материального ущерба, причинённого Никополю за годы войны, составила почти миллиард рублей. В руинах лежали более 900 домов и 26 заводских цехов. На восстановлении Южнотрубного завода трудились также посланцы из Грузии, Азербайджана, России. А уже в сентябре 1944 года здесь прокатали первую трубу. До конца года вступили в строй завод строительных машин имени В. И. Ленина, кирпичный, пивоваренный, хлебозавод и мебельная фабрика.

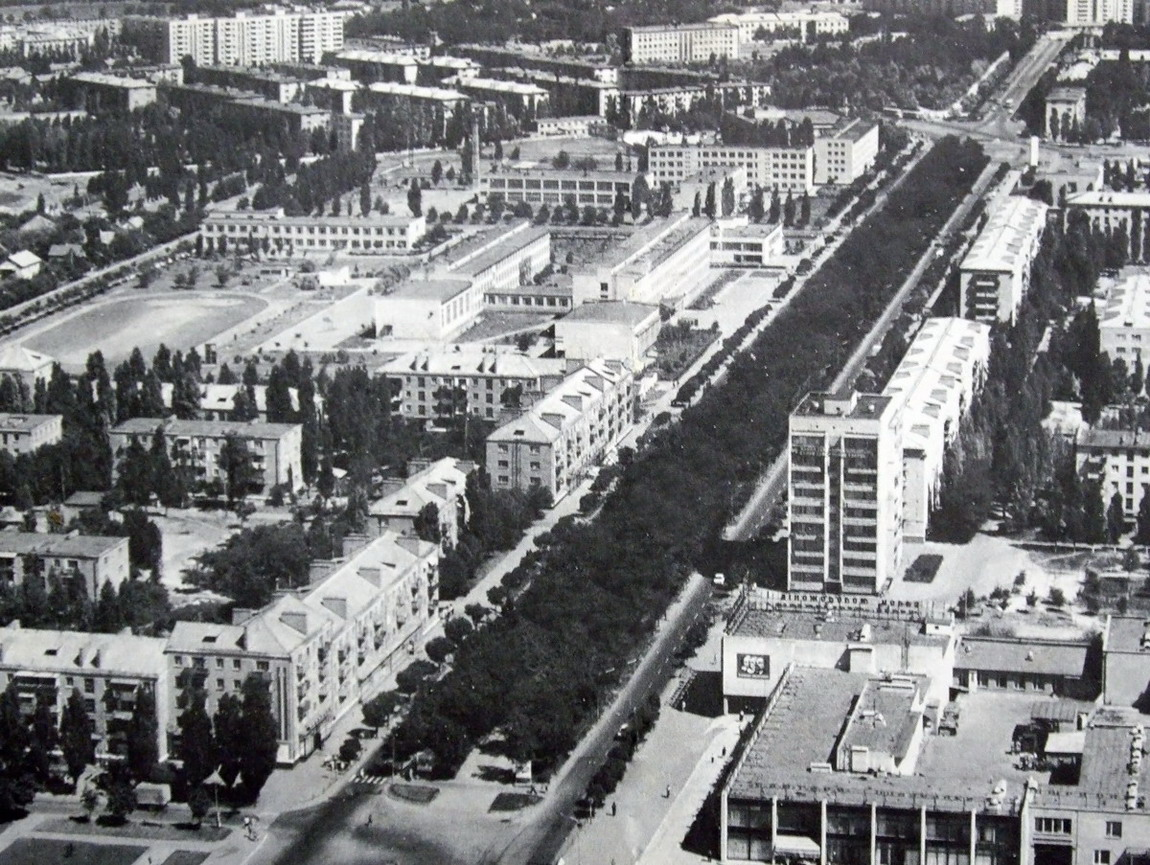
Вид на центральную часть города. Снимок 1980 года

В сентябре 1947 года был введён в строй второй трубопрокатный цех Южнотрубного завода. К тому времени уже большинство предприятий города достигли довоенного уровня производства. К 1957 году Южнотрубный завод производил 2,5 тысячи видов труб из 110 марок стали, увеличив уровень своего довоенного производства в пять раз.
Важную роль в дальнейшем развитии Никополя сыграло искусственно созданное здесь в 1956 году Каховское водохранилище.
В 1962 году в Никополе развернулось строительство нового промышленного гиганта — завода ферросплавов, остающегося и по сегодняшний день крупнейшим ферросплавным предприятием Европы и бывшего СССР и одним из крупнейших промышленных предприятий на Украине. Первую продукцию завод дал 6 марта 1966 года. Строительство и введение в эксплуатацию Никопольского завода ферросплавов способствовали резкому увеличению населения города. Если в конце 50-х годов население Никополя едва превышало 80 тыс. жителей, то к 1970 году в городе проживали уже 125 тыс. человек. Таким образом всего за десятилетие население Никополя возросло более чем на 60 %.
В 1991 году, накануне распада СССР, был зафиксирован рекордный для города показатель численности населения. В Никополе проживали 161 тысяча человек.

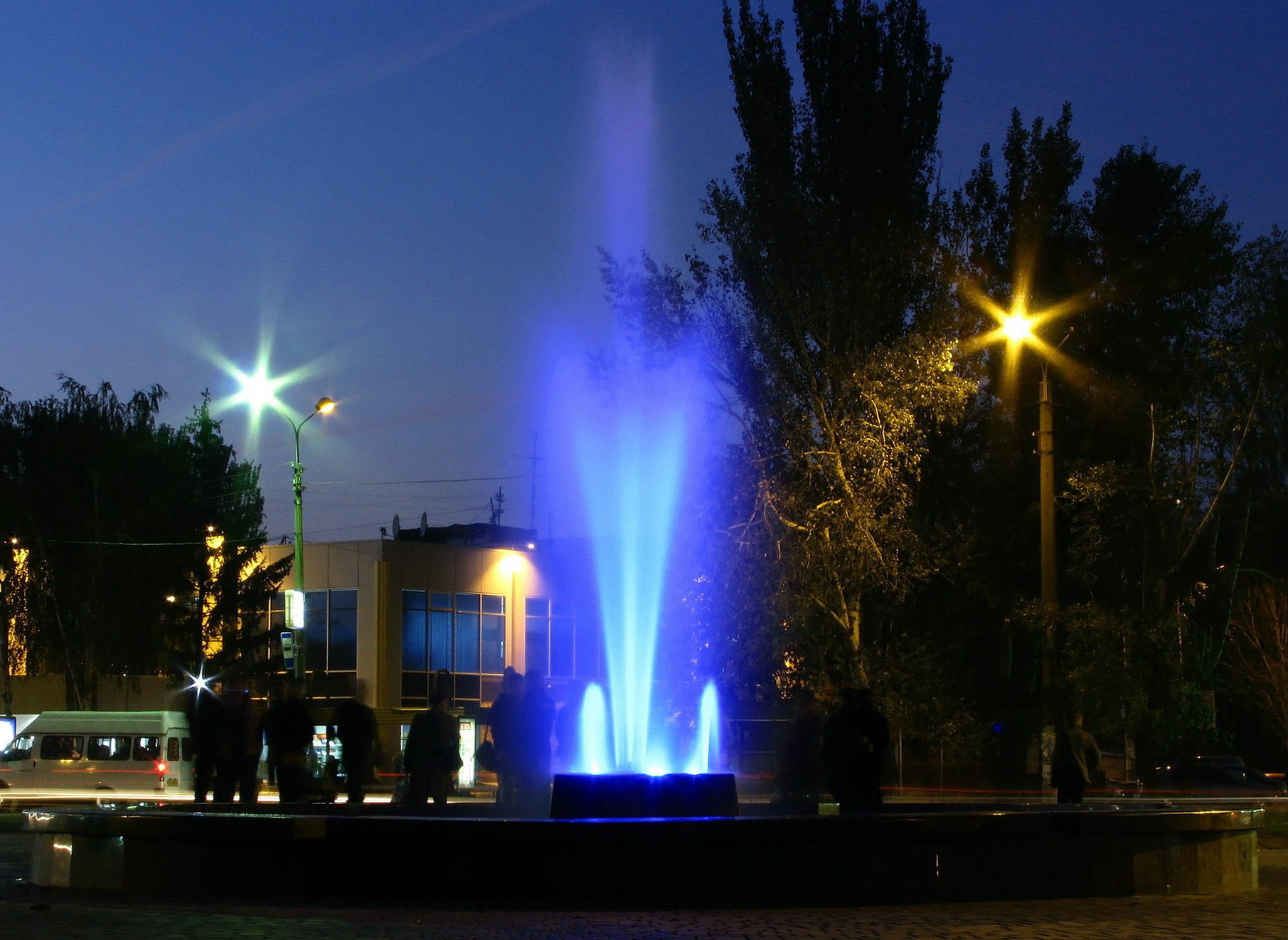
«Цветной фонтан» в центральной части города

### Современный период
В последнее десятилетие XX века трудности экономического развития независимой Украины обозначили весьма негативное влияние на положение социальной сферы города. Падение уровня жизни и социальной защищённости горожан, снижение покупательной способности и рост уровня безработицы привели к процессу резкой депопуляции населения города. Только за шесть лет, с 1992 по 1998 год, население Никополя сократилось на 15 тысяч человек, что составило почти 10 % от общего числа жителей, проживавших в городе на момент распада СССР, а к концу 1990-х годов Никополь вошёл в десятку «лидеров» среди городов Украины по уровню депопуляции.
Но всё же постепенный выход экономики страны из состояния стагнации в начале XXI века обусловил определённые тенденции к оздоровительным процессам всех сфер жизнедеятельности города. Одним из таких стал в 1999—2000 годах длительный и широкомасштабный процесс реструктуризации, находившегося на тот момент в крайне сложном положении Никопольского Южнотрубного завода, с разделением его на несколько закрытых акционерных обществ, что в скором времени привело к частичному восстановлению производственных мощностей, созданию новых рабочих мест и, по сути, вдохнуло в предприятие вторую жизнь.

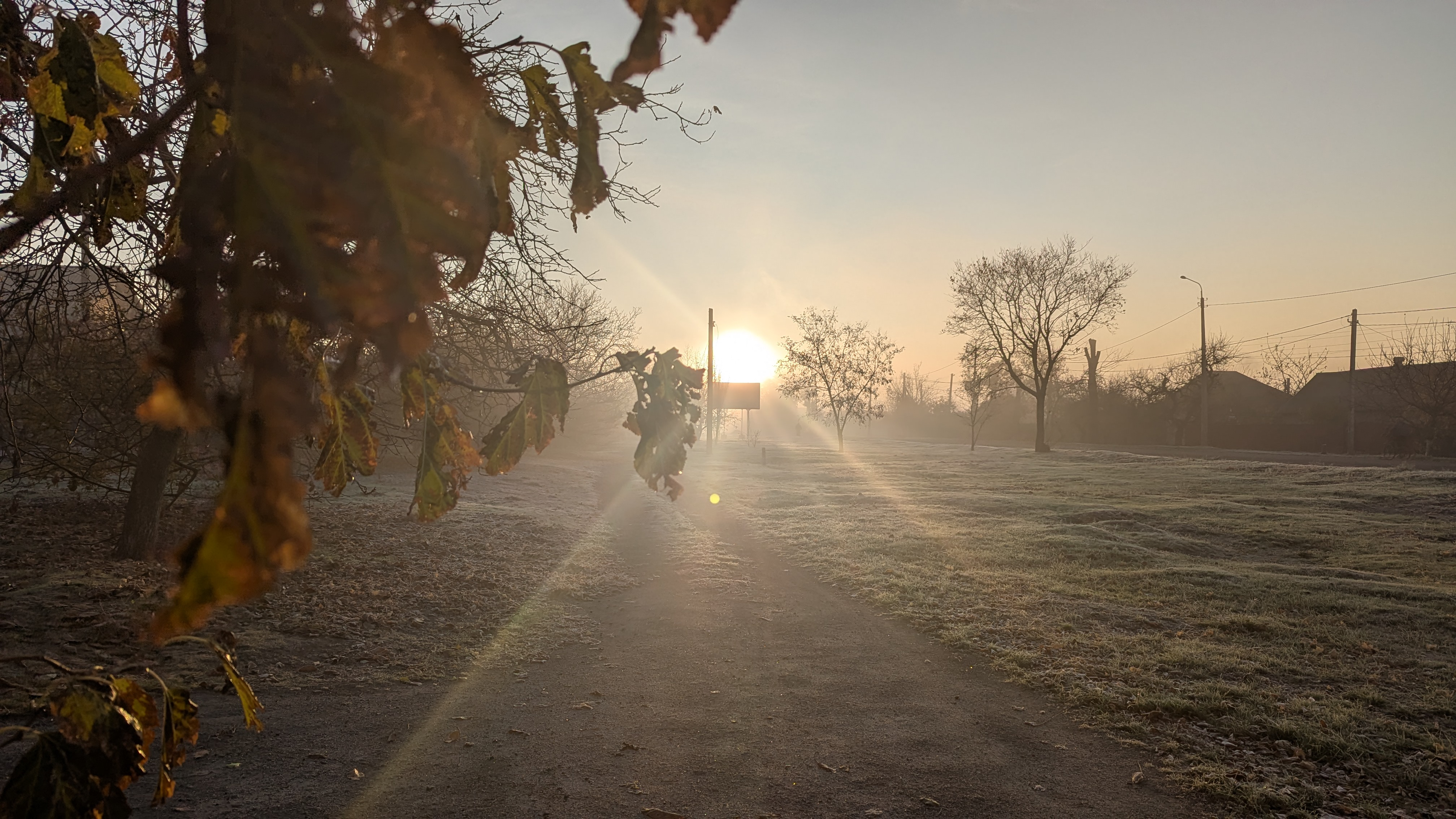
Херсонская улица, погружённая в утренний туман

Сегодня[когда?] Никополь, отпраздновавший в 2013 году своё 375-летие, является одним из крупнейших промышленных центров Днепропетровской области и Украины, на территории которого действуют множество разноотраслевых промышленных предприятий, активно развиваются малый и средний бизнес. Согласно генеральному плану застройки центральной части города, в Никополе на территории общей площадью более 1 км², прилегающей с востока к Центральной площади, в ближайшие[какие?] годы планируется возвести ряд объектов культурно-социальной сферы, построить многоэтажные жилые дома высокого уровня комфорта и торгово-развлекательные центры.
В 2020 году произведён капитальный ремонт автодороги Днепр — Никополь.

### Обстрелы Никополя

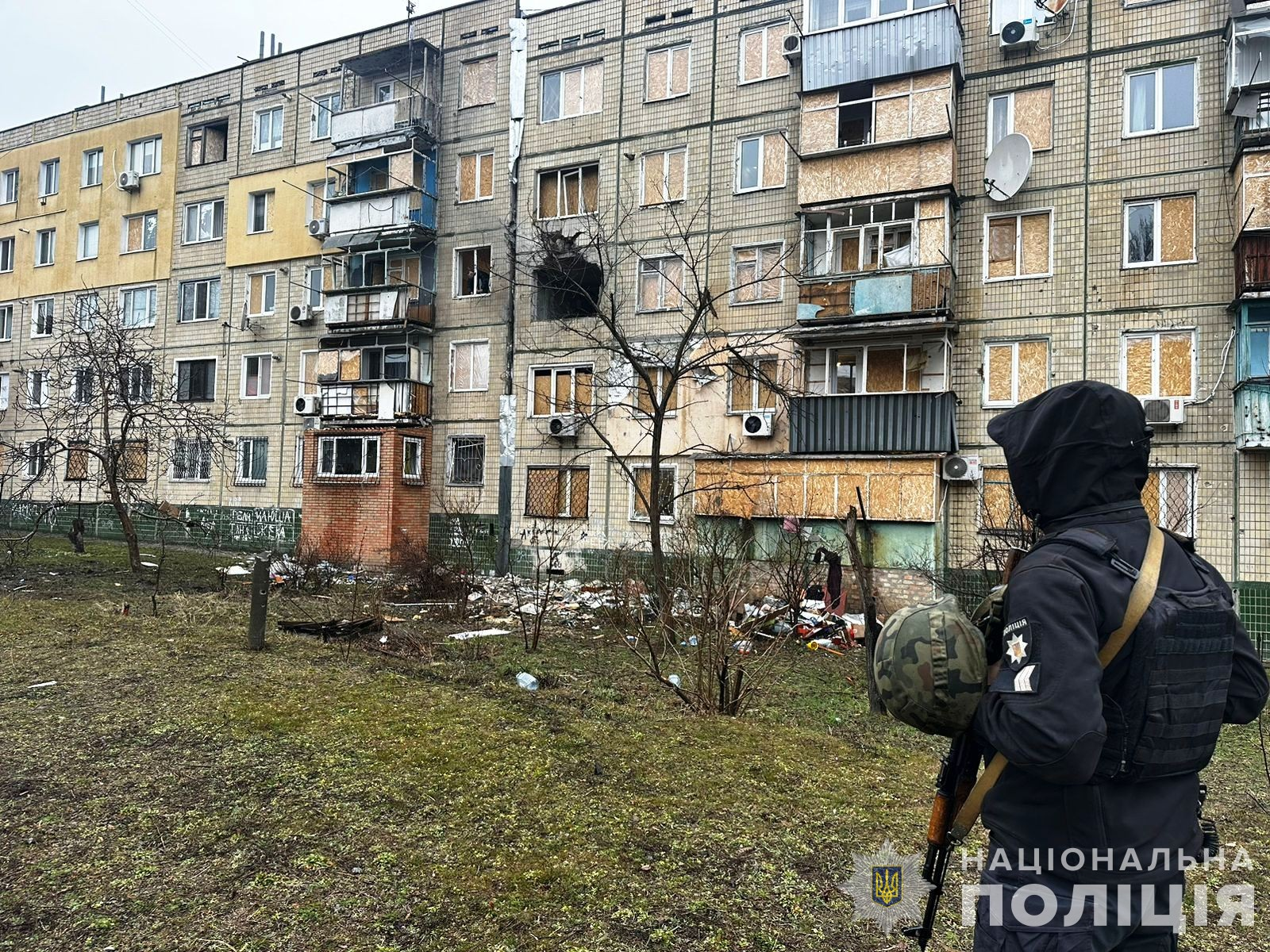
Дом в Никополе после обстрела 14 марта 2024 года

В 2022 году, с началом полномасштабного российского вторжения на Украину, Никополь не оказывался в оккупации, однако захват российскими войсками Энергодара, находящегося на другом берегу Днепра, позволил им вести постоянные обстрелы города. Чтобы избегать ответных ударов украинских войск, россияне размещали свои средства поражения на территории Запорожской атомной электростанции, осуществляя ядерный шантаж. Первый обстрел Никополя российскими войсками произошёл 12 июля 2022 года.
По состоянию на июль 2025 года город остаётся под контролем Украины. Однако угроза с российской стороны сохраняется, так как город находится недалеко от оккупированной Россией части Запорожской области, а также из-за регулярных российских обстрелов.

## Геральдика

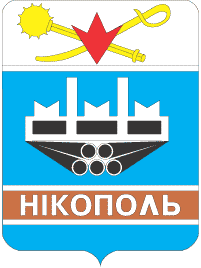
Герб образца 1966 года

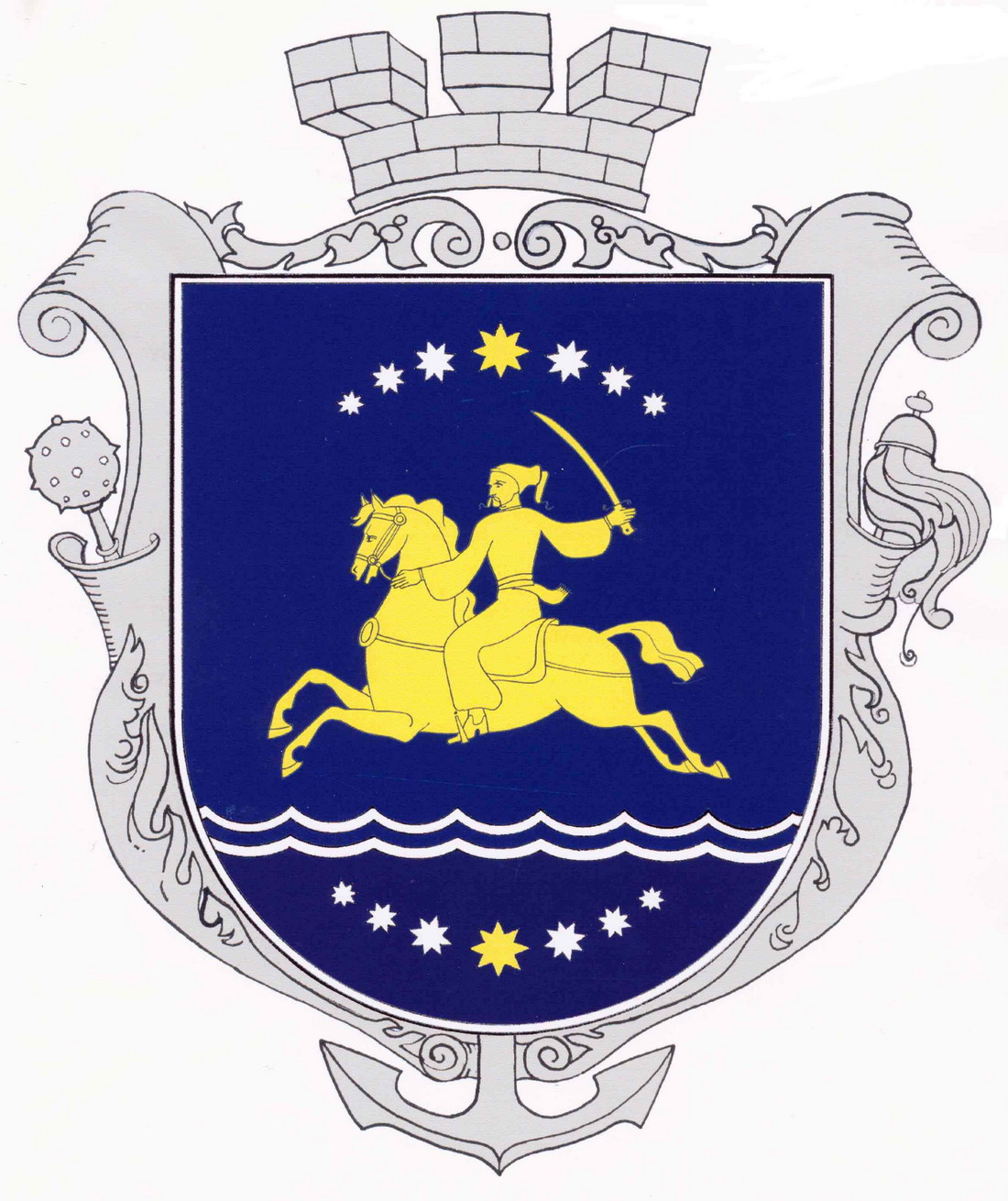
Современный герб

Современный герб был утверждён решением Никопольского городского совета 28 ноября 2000 года. Его описание гласит следующее: „Испанский щит, в лазоревом поле которого казак на коне с саблей в правой руке, поднятой над головой. Золотой всадник скачет над двумя серебряными шиповидными полосами. Наверху над всадником и ниже горизонтальных полос — по золотой 8-конечной звезде, по бокам которых расходятся по три серебряных 8-лучевых звезды. Каждая последующая меньше предыдущей. Герб вписан в декоративный картуш серебряного цвета, увенчанный трёхбашневой городской короной с симметричными верхним и нижним акантовым узором. В средней части — асимметричное изображение пергамента с завёрнутыми краями, из-под которых слева от зрителя гетманская булава, а справа от зрителя — бунчук. В нижней части картуша — нижняя часть адмиралтейского якоря.
Цвет щита символизирует небесный свет, чистые воды, верность, честность и безукоризненность. Золото означает силу, богатство и постоянство, серебро — неприкосновенность. Они используются для символического отображения природных и геральдических фигур и идеи происхождения города со времён запорожского казачества. Фигура казака-всадника, который скачет с оружием в соединении с клейнодами (булавой и бунчуком) — исторический образ Войска Запорожского, показывающий его силу и верность, как защитника родной земли, символ неудержимого движения украинского народа к свободе и независимости. Конь является символом воли и степного простора, соратник воина со времён древних ариев, скифов и иных кочевых народов, которые были в надднепровских степях.
Волны отображают воды Днепра, которые были символом жизни и объединения Украины. Якорь указывает на традиционное занятие жителей города мореплаванием и рыболовством. Расположенные выше и ниже волн звёзды — символ безграничного космоса созвездия Большой Медведицы и исторических реалий прошлого — Чумацкого шляха через Днепр и семь главных городов расположения Запорожской Сечи. Одна из них обозначена золотом и означает Никитинскую Сечь, от которой было рождено Украинское национальное государство в середине XVII столетия в форме Гетманской Казацкой Украины“.

## Местное самоуправление
Базовым нормативно-правовым актом местного самоуправления является Устав города Никополь, разработанный на основе Закона Украины „О местном самоуправлении на Украине“, наделённый высшей силой относительно всех остальных нормативно-правовых актов органов местной власти. Наряду с действующим законодательством Украины этот Устав создаёт правовые принципы местного самоуправления в Никополе. Структуру органов местного самоуправления Никополя составляют: представительский орган — городской совет, исполнительный комитет городского совета и городской голова, действующие в пределах компетенции, полномочий и ответственности, установленных для них Конституцией Украины.
Никопольский городской совет — представительский орган местного самоуправления, состоящий из сорока одного депутата, избранных населением города путём тайного голосования на основе всеобщего, равного и прямого избирательного права сроком на пять лет. Деятельность городского совета направлена на изучение и удовлетворение интересов жителей города. Совет депутатов несёт ответственность перед горожанами за формирование городской политики и её использования в пределах своих полномочий. Депутатом Никопольского городского совета может быть избран только гражданин Украины, достигший восемнадцатилетнего возраста и имеющий избирательное право.

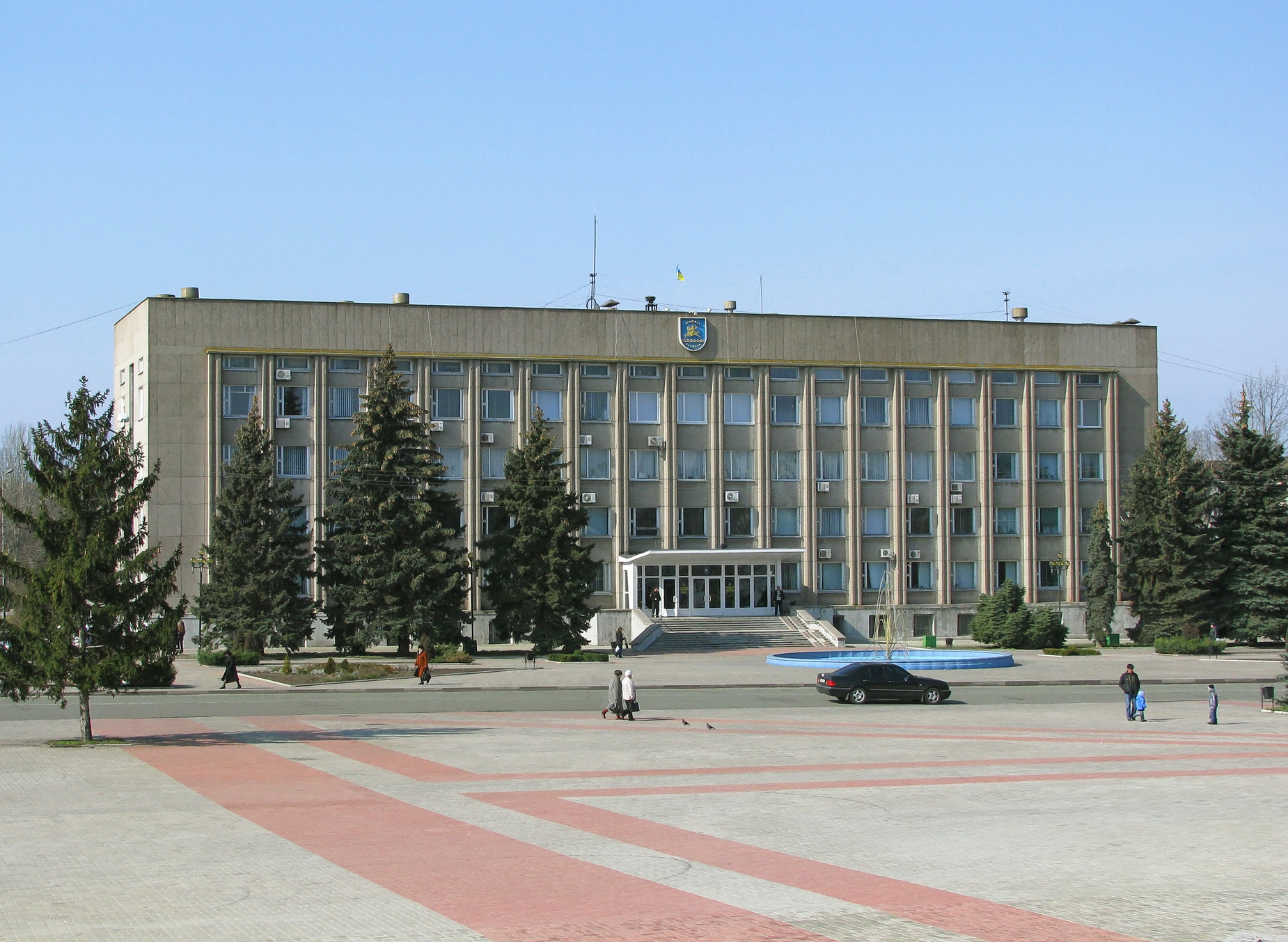
Здание городской администрации

Городской совет проводит свою работу сессионно. Сессия состоит из пленарных заседаний, а также заседаний постоянных комиссий городского совета. Сессии созываются по мере необходимости, но не менее одного раза в квартал. В случае немотивированного отказа городского головы, или его невозможности созвать сессию городского совета, это делается секретарём Никопольского городского совета депутатов (в настоящее время[когда?] им является Метер Михаил Аркадьевич). Сессия городского совета депутатов также может быть созвана по предложению не менее как одной третьей части депутатов от общего состава соответствующего совета.
Городской голова является высшим должностным лицом города Никополя, избираемым гражданами, проживающими на территории города и обладающими избирательным правом, на основании всеобщего, равного и прямого избирательного права путём тайного голосования сроком на четыре года. Глава города представляет городское сообщество в отношениях с государственными органами, украинскими и зарубежными городами, другими субъектами. Никопольский городской голова возглавляет исполнительные органы городского совета, управляет его деятельностью и несёт ответственность за его результаты.
Первым городским головой города Никополя был избран Иван Кузьмич Митченко в 1994 году. 7 мая 1995 года Митченко Иван Кузьмич скоропостижно умер. В конце июня 1995 года городским головой Никополя стал Константин Дмитриевич Лященко, но 22 февраля 1997 года досрочно сложил полномочия в связи с избранием Народным депутатом Украины 2-го созыва. В этот же день впервые городским головой Никополя стал Сергей Владимирович Старун. 28 марта 1998 года он был избран городским головой Никополя повторно, 31 марта 2002 года — в третий раз, а 26 марта 2006 года С. В. Старун был переизбран городским головой Никополя на четвёртый срок. В октябре 2010 года городским головой Никополя был избран Токарь Руслан Иванович. 11 марта 2014 года во время внеочередной сессии городского совета сорока голосами депутатов был отстранён от занимаемой должности городского головы.
16 июня 2014 года секретарём городского совета депутатами был избран Андрей Фисак. 4 июля 2014 года стал исполнять обязанности Никопольского городского головы. 15 ноября 2015 года Андрей Фисак большинством голосов никопольчан избран Никопольским городским головой.
Помощь в работе городскому голове оказывают четыре его заместителя по вопросам деятельности исполнительных органов городского совета.
Исполнительный комитет Никопольского городского совета является уполномоченным исполнительно-распорядительным органом, действующий для управления функционированием и развитием процессов жизнеобеспечения населения города. В состав исполнительного комитета входят городской голова и его заместители, управляющий делами исполнительного комитета, руководители отделов и служб городского совета и другие лица. Количественный и персональный состав исполнительного комитета утверждается Никопольским городским советом. Заместители городского головы и управляющий делами комитета работают в нём на постоянной основе. Исполнительный комитет является подконтрольным и подотчётным городскому совету, а управляет его деятельностью городской голова.
Список городских голов Никополя:
1. Митченко Иван Кузьмич (1994—1995 гг.)
2. Лященко Константин Дмитриевич (1995—1997 гг.)
3. Старун Сергей Владимирович (1997—2010 гг.)
4. Токарь Руслан Иванович (2010—2014 гг.)
5. Фисак Андрей Петрович (2014—2020 гг.)
6. Саюк Александр Иванович (2020 — н. в.)

## Экономика
Экономика города представлена широким спектром отраслей материального производства, а именно: промышленность, торговля и общественное питание, строительство, связь и нематериальная сфера экономики.
На сегодня в городе функционируют 38 промышленных предприятий в следующих отраслях: металлургия и обработка металлов, машиностроение, монтаж и ремонт машин и оборудования, производство металлопластиковых изделий, целлюлозно-бумажная, полиграфическая и пищевая промышленность, обрабатывающая промышленность (обработка листового стекла, производство триплекса, лобовых стёкол автомобилей).

### Промышленность
Промышленные предприятия являются основным наполнителем городского бюджета, на долю которых приходится более 50 % от общего числа поступлений.
За 2009 год объём реализованной промышленной продукции в действующих ценах по Никополю, составил более 8 млрд гривен. Доля объёма реализации промышленной продукции города в объёме реализации области составляет около 8 %. Основной составляющей частью промышленности являются металлургия и обработка металлов. На их долю приходится 95,6 % от общего объёма производства промышленной продукции города. На промышленных предприятиях города занято более 19 тысяч человек, или 45 % от общего числа работающих (42 тысячи).
В трёх километрах севернее города расположен Никопольский завод ферросплавов (НЗФ), крупнейший в Европе и второй в мире (по другим данным крупнейший в мире) завод по производству марганцевых сплавов — продукции, применяемой как необходимый легирующий элемент при изготовлении специальных сплавов в чёрной и цветной металлургии, и дальнейшего их использования в различных производственных отраслях. На долю НЗФ приходится 11,5 % мирового производства ферросплавной продукции.
В западной части Никополя расположен ряд предприятий по производству труб (бывший Никопольский Южнотрубный завод), один из крупнейших производителей трубной продукции Восточной Европы.
В 1999—2000 годах ОАО „ЮТЗ“ был реорганизован в систему закрытых акционерных обществ (ЗАО „Никопольский завод нержавеющих труб“ (с 2007 года — ЗАО „Centravis Production Ukraine“), ЗАО «ЮТиСТ», ЗАО НПО «Трубосталь» и другие). На сегодняшний день эти предприятия являются одними из крупнейших в мире специализированными структурами по выпуску труб из коррозионно-стойких нержавеющих сталей, предназначенных для использования в условиях широкого спектра коррозионной среды и температур в химической и нефтехимической индустрии, атомной и тепловой энергетике, а научно-производственное объединение «Трубосталь» является крупнейшим на Украине производителем элементов трубопроводов, крутоизогнутых цельнотянутых отводов и центробежнолитых стальных труб широкого использования.
В городе также широко распространено производство мебели.
Также в Никополе действует одно из первых в современной истории Украины предприятий по производству автомобильных стёкол и архитектурного триплекса ООО «Фирма Престиж» (зарегистрировано в 1993 году).

### Малый и средний бизнес
Позитивные изменения в сфере малого и среднего бизнеса подтверждаются постоянным увеличением численности субъектов предпринимательской деятельности, количество которых в городе на 1 января 2009 года составляло 11 345, из которых около девяти тысяч физических лиц. Стабильно увеличивается и численность работающих в предпринимательской сфере. В малом бизнесе занято около 16 % трудоспособного населения города.
На 1 января 2009 года в Никополе было зарегистрировано 2097 малых и средних предприятий, основными сферами деятельности которых являются: производство мебели, ремонтно-строительные работы, производство товаров народного потребления, бытовые услуги. Удельный вес предпринимательских структур в формировании доходной части бюджета на сегодня составляет около 39 %. Большинство малых предприятий действуют в торгово-посреднической сфере. Торговая сеть насчитывает более 1500 единиц (магазины, кафе, рестораны, бары и так далее).
Для обслуживания жителей города в летний период дополнительно открывается более ста объектов выносной торговли по продаже мороженого и безалкогольных напитков. Открытие сезонной сети даёт возможность создания дополнительных рабочих мест. Обеспеченность населения города торговой площадью составляет 232,5 м² на 1000 жителей, что превышает норматив на 1,1 %. В городе работают более двухсот предприятий по предоставлению бытовых услуг. Это индивидуальный пошив одежды, ремонт мебели, медицинские услуги, фотоуслуги и другое. В городе действуют двадцать три рынка и мест организованной торговли, в общей сложности насчитывающие 4500 торговых мест. Крупнейшими рынками города являются Первомайский (4,2 га, в связи с генеральным планом застройки центральной части города подлежит перемещению) и Центральный рынок (1,7 га).
В 2008 году средняя заработная плата работника по городу (без субъектов малого предпринимательства) составила 1860 гривен. Численность незанятых граждан, находящихся на учёте в службе занятости на 1 февраля 2009 года составила 3719 человек.

### Крупнейшие предприятия
- ПАО «Никопольский завод ферросплавов» (включая фабрику по производству трикотажа «Ника»[67] и, находящийся на территории ПАО НЗФ, завод по производству металлоконструкций «Стройконструкция»). Производство ферросплавов (силикомарганец, ферромарганец, ферросилиций), электрофлюсы, электродная масса, агломерат, граншлак, щебень, трикотаж[68].
- ООО «ИНТЕРПАЙП НИКОТЬЮБ»». Производство бесшовных бурильных и обсадных геологоразведочных, горячедеформированных и насосно-компрессорных труб[69].
- ЧАО «СЕНТРАВИС ПРОДАКШН ЮКРЕЙН». Производство коррозионно-стойких (нержавеющих) труб, бесшовных труб из жаропрочных сплавов, бесшовных горячекатанных труб, стальных труб для котельных установок, стальных прямошовных электросварных труб, холоднотянутых труб высокой точности и др[65].
- ООО «Никопольский завод стальных труб „ЮТиСТ“». Производство геологоразведочных, газонефтепроводных, насосно-компрессорных труб и катаных труб для котлов высокого давления[70].
- ООО ПНЦ «Трубосталь». Производство центробежнолитых труб, биметаллических втулок буровых насосов, холоднодеформированных бесшовных труб, элементов трубопроводов (отводы крутоизогнутые, отводы гнутые, тройники, переходы, фланцы, заглушки)[71].
- ООО «ЗСК МастерПласт». Архивировано из оригинала 11 октября 2015 года.. Завод по производству светопрозрачных конструкций, авторизованный партнёр REHAU. Производственные площади укомплектованы современными высокотехнологичными автоматическими линиями. Объёмы производства (окон/месяц): 15000. На рынке с 2002 года.
- ООО «Трубный завод „ВСПМО-АВИСМА“». Производство бесшовных труб из сплавов титана[72].
- ПАО «Никопольский краностроительный завод». Производство башенных кранов, кранов-манипуляторов, запасных частей к башенным кранам, строительных металлоконструкций, стальное и чугунное литьё, услуги по ремонту оборудования и мехобработке[73].
- ОАО «Новопавловский гранитный карьер» (посёлок Каменское). Щебень фракционный, отсев гранитный обогащённый, крошка крупнозернистая, песок для рубероида, песок строительный из отсевов дроблённых горных пород, камень бутовой[74].
- ООО «НикоТрэйд». Производство полимерных и металлических труб для использования во внутренних инженерных системах (автономное радиаторное отопление, напольное отопление, системы снеготаяния и подогрева поверхности, водоснабжение) и наружных сетях (газопроводы)[75].
- ПАО «Никопольский завод трубопроводной арматуры». Производство задвижек, вантузов, затворов, клапанов, люков, потребительских товаров (скамейки, дождеприёмники, решётки, печное литьё)[76].
- ПОАО «Никопольский завод железобетонных конструкций». Производство сборного железобетона и стеновых материалов. Панорама Никопольского завода ферросплавов

Панорама Никопольского завода ферросплавов

- ООО «Никопольская зерновая компания». Производство и хранение зерна.
- ЧАО «Птицекомбинат „Днепровский“». Бройлерная продукция в ассортименте[77].
- ПАО «Хлебокомбинат». Хлебобулочные и кондитерские изделия[78].
- Никопольская фабрика «ЕвроМебель». Производство мягкой мебели[79].

### Торговые сети
В Никополе действуют крупные торговые сети как Watsons, (продовольственных супермаркетов «АТБ», «Varus»,); сеть супермаркетов по продаже бытовой техники «Фокстрот» и магазин бытовой техники «Глория»; сеть магазинов по продаже компьютерной техники («Мегабайт», «ZOOM»); по продаже строительно-отделочных материалов («Домострой», «Эпицентр», «33 м²»); детские магазины («Карапуз», «Буратино»); центры сотовой связи («Киевстар ЦифроТех», «Алло», «Сонет», «M-Plus», «Мобил Січ») и другие сети розничной торговли.
ООО «НикоМетИнвест ЛТД» реализует металлопрокат и пластиковые трубы, Апостоловский торговый дом (АТД). Крупнейшая в городе сеть по продаже брендового спортивного питания «ТИТАН».

## Социальная сфера

### Здравоохранение
В Никополе расположены четыре городских больницы (три взрослых и одна детская) и одна районная больница, шесть семейных поликлиник, станция переливания крови, станция скорой медицинской помощи, родильный дом, женская консультация, кожно-венерологический, противотуберкулёзный, психоневрологический диспансеры, стоматологическая поликлиника, ветеринарная лечебница, детский санаторий. Собственную медико-санитарную часть имеет ОАО «Никопольский завод ферросплавов», расположенную неподалёку от центральной проходной завода, а также профилакторий, расположенный на берегу Каховского водохранилища. В городе ведётся[когда?] строительство новой детской больницы уже пять лет. Есть медицинский центр «Импульс».

### Образование
В 2010 году в Никополе действовало двадцать пять общеобразовательных школ (из них четыре учреждения повышенного статуса), а также «Специализированная естественно-математическая школа при Днепровском Национальном университете имени Олеся Гончара», где в общем обучались 12822 учеников. В городе функционируют двадцать шесть дошкольных образовательных учреждений общей численностью 3811 детей, в том числе учебно-воспитательный комплекс «Родничок» для детей с нарушениями опорно-двигательного аппарата.
Базовое высшее образование по восемнадцати специальностям предоставляют четыре учебных заведения І и II уровней аккредитации:

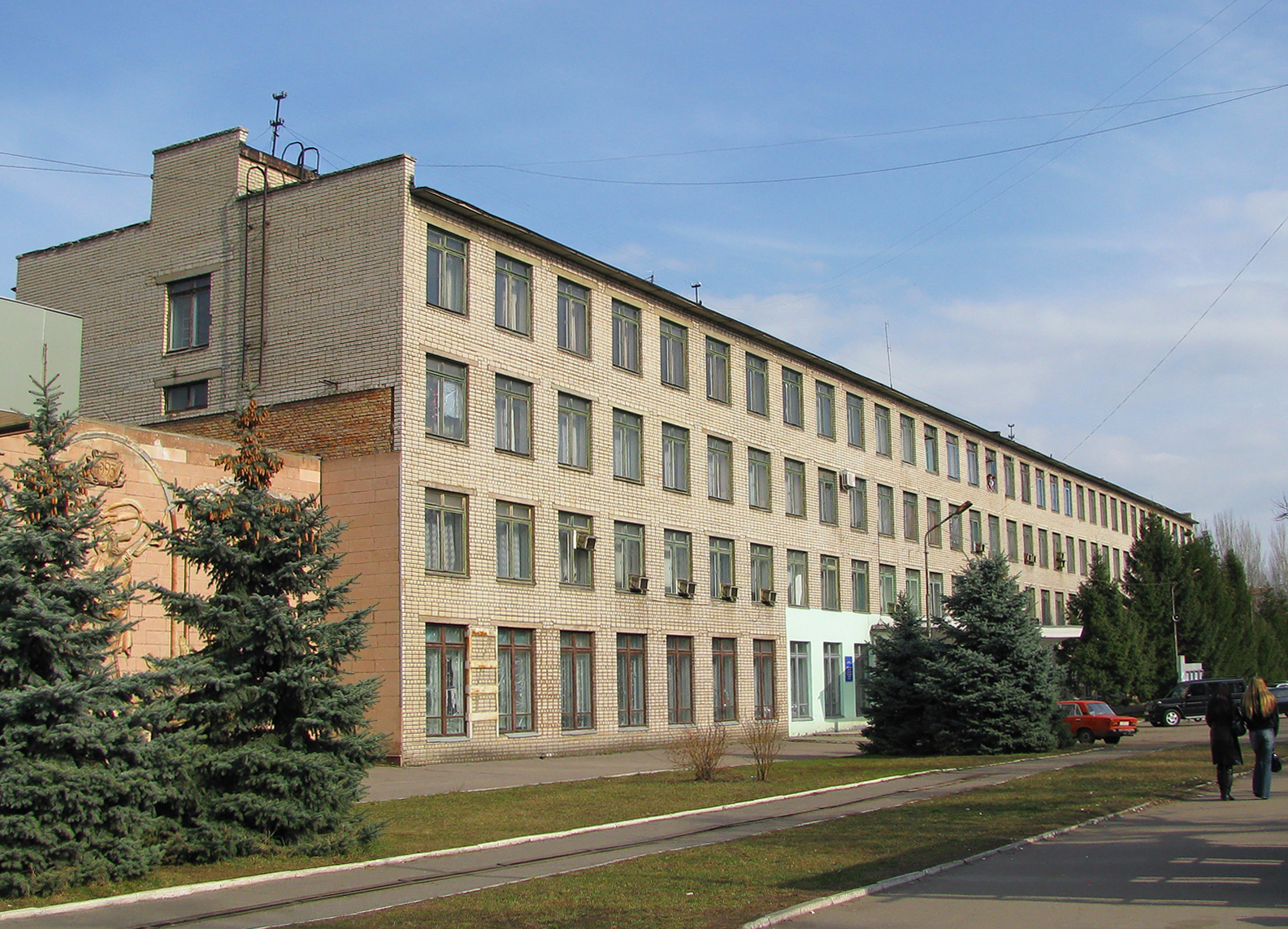
Здание Никопольского техникума НМетАУ

- Никопольский техникум Национальной металлургической академии Украины (НТ НМетАУ)[87]
- Никопольский колледж Днепропетровского государственного аграрного университета (НК ДГАУ)[88]
- Никопольское училище Криворожского государственного педагогического университета (НУ КГПУ)
- Никопольское медицинское училище (НМУ)[89]

Полное высшее образование по двадцати специальностям предоставляют три высших учебных заведений:
- Никопольский экономический университет (НЭУ)[90]
- Никопольский факультет Запорожского Национального университета (НФ ЗНУ)[91]
- Никопольский факультет Национальной металлургической Академии Украины (НФ НМетАУ)[92]

1 июля 2007 года, в соответствии с Указом № 513 Министерства образования и науки Украины, на базе профессионально-технического училища СПТУ № 34 был создан Никопольский центр профессионального образования.

## Спорт
В Никополе созданы необходимые условия и широкие возможности для занятий физической культурой и спортом для всех категорий населения. Спортивная база города насчитывает два стадиона, два спорткомпклекса, тридцать два спортивных зала, двадцать три футбольных поля, два стрелковых тира, яхт-клуб, сорок пять помещений для физкультурно-оздоровительной работы.
С населением города в сфере физической культуры и спорта работают сто тридцать три тренера по двадцати четырём видам спорта. В разных направлениях физкультурно-оздоровительной работы заняты более 20 тысяч человек. Ежегодно в городе проводится более ста спортивно-массовых мероприятий в разных возрастных категориях от 5—6 до 50—60 лет. Наиболее популярными видами спорта в Никополе являются лёгкая атлетика, футбол, волейбол, кикбоксинг, скалолазание, борьба дзюдо и самбо.
Крупнейшим спортивным сооружением города является большой спортивный комплекс «Электрометаллург», включающий стадион с одноимённым названием (вместимость составляет 7200 зрителей), крытый легкоатлетический манеж, три спортивных зала, два скалодрома, 7 теннисных кортов, тир, тренажёрную площадку, два тренировочных футбольных поля (одно для мини-футбола), поле для легкоатлетических метаний и нестандартное оборудование для общей физической подготовки. Также крупными сооружениями являются стадион «Металлург» имени А. И. Куценко (вместимость — 12000 зрителей) и культурно-спортивный комплекс завода ферросплавов (КСК НЗФ).
В Советские времена в городе была футбольная команда «Колос», выступавшая в низших лигах чемпионата СССР. В 2007 году была создана футбольная команда «ФК Никополь-Днепряне». Команду с 2009 года возглавил заслуженный тренер Украины Григорий Варжеленко. По итогам 2008 года команда заняла пятое место в первенстве Днепропетровской области по футболу. Всё большее количество любителей футбола приходят на матчи лучшей команды города. Президент клуба — депутат городского совета Дмитрий Бычков. В Никополе функционируют пять детско-юношеских спортивных школ. Ежегодно в городе проводится международный турнир по юношескому футболу «Кубок Мэрии» с участием более четырёхсот юных футболистов из Польши, Венгрии, Молдавии, России и областных центров Украины.
В нескольких километрах от Никополя в посёлке Чкалово функционирует, отвечающая европейскому уровню, спортивная база «Никопольский Колос», предоставляющая все необходимые условия для проведения игр и тренировочных матчей. Спорткомплекс включает в себя небольшой современный стадион с синтетическим покрытием футбольного поля и пластиковыми креслами (1500 мест), спортивный зал 36x18 метров, гостиницу на шестьдесят мест, тир на десять бойниц, школу-интернат спортивного профиля, спортивно-оздоровительный комплекс, столовую и сауну.
В 2008 году в Никополе была создана федерация карате, а в начале 2009 года открыта школа бильярда «Арктика-Премьер», входящая в тройку лучших бильярдных клубов Украины.

## Связь и СМИ

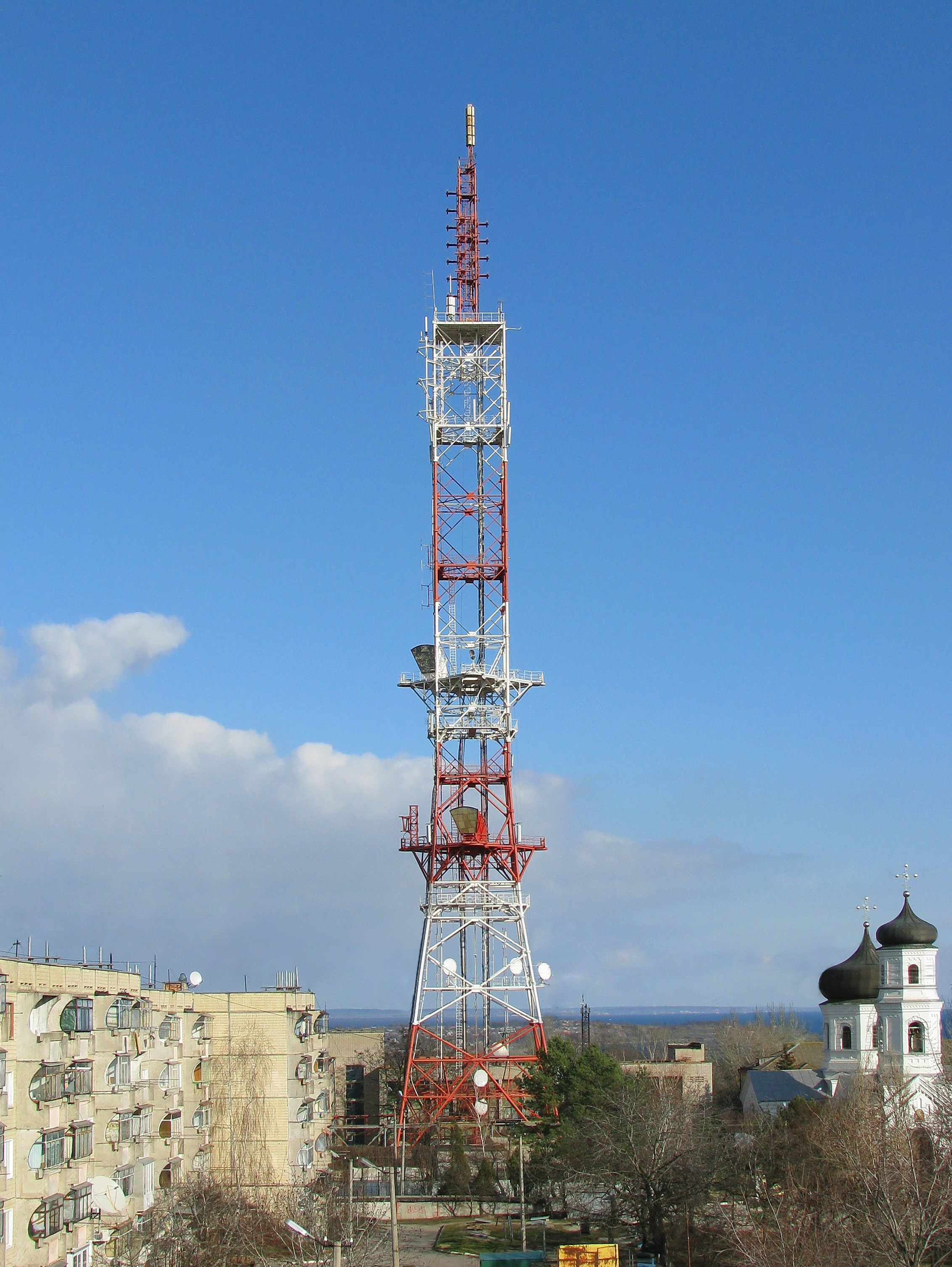
Наивысшее сооружение в городе — 120-метровая телевизионная вышка

В Никополе ведут вещание тридцать два канала в цифровом формате. Кроме того, в городе имеется собственная телерадиокомпания «ЛЕН», предоставляющая услуги кабельного телевидения, с расширением трансляции до семьдесят каналов, включая наиболее популярные международные и региональные каналы Днепропетровской области.
В городе осуществляет вещание собственный телеканал «Кварц», освещающий события местного масштаба и транслирующийся в городах Марганец и Покров, а также в большинстве населённых пунктов Никопольского района.
В Никополе издаётся несколько газет. Большой популярностью среди горожан пользуется газета «Проспект Трубников» (выходит по четвергам объёмом 32 страницы). Тираж в среднем составляет 8000 экземпляров. Распространяется на территории Никопольского региона (сайт газеты www.ntm.net.ua). Также популярными изданиями в городе являются Газета «Город Никополь», «Репортёр», «Визит Венал» и рекламно-информационные еженедельник «Сила». Заводская печать города представлена газетой «Электрометаллург» Никопольского завода ферросплавов (частично освещает и городские события). Издание выходит один раз в неделю, в пятницу, на двенадцати страницах тиражом 6500 экземпляров. В Никополе используются пяти- и шестизначные телефонные номера. Код города для пятизначных номеров — 05662, для шестизначных — 0566. Основным оператором стационарной телефонной связи является Никопольский центр электросвязи № 8, являющийся структурным подразделением Днепропетровского филиала ОАО «Укртелеком». В 2009 году количество абонентов телефонной связи составило 46 063 человека.
В Никополе работают несколько интернет-газет. Самым крупным и посещаемым на 2019 год является новостной ресурс Nikopolnews (старое название «Говорящий Никополя»), созданный в 2013 году.
В 1997 году в городе была создана FM-радиостанция «Ностальжи», ведущая с 2002 года собственное круглосуточное вещание на частоте 102,4 МГц. Мощность передатчика станции составляет 500 Вт, а зона покрытия охватывает Никопольский район и соседние города Марганец, Покров, Энергодар и Каменка-Днепровская. Кроме того, в городе вещают FM-радиостанции «Інді-Радіо» Мегаполіс (88,0 МГц) «Хіт-ФМ» (92,0 МГц), UA:Радіо «Культура» (95,6 МГц) «НВ» (98,9 МГц), «Информатор» (99,5 МГц), «Країна FM» (99,9 МГц), «Армія ФМ» (100,6 МГц), «Промінь» (101,2 МГц), «Мелодия ФМ» (104,9 МГц), «ЛЮКС ФМ» (105,4 МГц), «УР-1» (106,0 МГц).
Интернет-услуги по технологиям xDSL, высокоскоростным кабельным сетям и оптическим каналам предоставляют четыре провайдера: «Укртелеком-ОГО», «Data Group», «Express» и «Нико-Тел» «Киевстар». Почтовый индекс города — 53200.

## Никопольские степи

### Курганы и Золотая Пектораль
Одними из первых поселенцев на территории и в окрестностях современного Никополя были скифы, оставившие после себя богатую и разнообразную культуру. И это прежде всего курганы — старинные захоронения в виде земляной насыпи. На сегодня их насчитывается около сотни, двадцать пять из которых относятся к Приднепровской группе, где наиболее известными являются курганы Солоха, Чертомлык и Толстая Могила, находящиеся в непосредственной близости от Никополя. В конце XIX века в недрах Чертомлыкского кургана археологи обнаружили уникальные находки, среди которых в частности был футляр от лука с изображением эпизодов молодости Ахилла.
А 21 июня 1971 года в истории отечественной и мировой археологии произошло уникальное событие. В двадцати километрах северо-западнее Никополя, в степи неподалёку от соседнего города Покров на территории горнорудного комбината при раскопках скифского кургана Толстая Могила, командой археологов во главе с Борисом Мозолевским была обнаружена Золотая Пектораль — нагрудное украшение скифского царя, уникальное произведение мирового искусства. Её диаметр составляет 30,6 см, а вес — 1,15 кг. Считается, что пектораль служила обычным украшением и защитой груди и плеч. Однако ряд учёных склоняется к версии о том, что по глубине информационного содержания пектораль зеркально отображает жизнь и легенды целого народа. Сегодня Золотая Пектораль хранится в Киевском музее исторических ценностей и застрахована на 2000000 $.

## Факты
- В 2004 году французский кинорежиссёр Энки Билал в своём блокбастере «Бессмертные: Война миров» присвоил одному из главных героев фильма Томасу Кречману имя Никопол. В интервью журналистам режиссёр заявил о взятом имени по названию украинского города Никополь[109].
- Одна из улиц Краматорска (Донецкая область) и одна из улиц Челябинска (Россия, Южный Урал) носят название города. Также в Киеве, Днепре, Кропивницком, Марганце и Черновцах есть улица Никопольская. В Запорожье в честь Никополя назван переулок.
- В Южном административном округе Москвы (район Западное Бирюлёво) есть улицы под названиями Никопольская и 3-я Никопольская[110].

## Города-побратимы
- Зимнича, Румыния
- Котор, Черногория
- Ллойдминстер, Канада
- Толидо, США
- Чиатура, Грузия
- Коллинг, Дания[111]
- Хальмстад, Швеция